# モンスターストライク
『モンスターストライク』（Monster Strike）は、株式会社MIXIより配信されているiOS・Android用ゲームアプリ。略称は『モンスト』。2013年10月10日サービス開始。Android版は2013年12月15日開始。

## 概要
味方のモンスターを引っ張り、おはじきやピンボールのように敵に当てて倒して遊ぶ。基本プレイ無料だが、ゲームを有利に進められるアイテムを販売している（主にオーブ）。RPGとドラッグ型アクションを融合させたアクションRPG。ストーリーやプレイヤーキャラクターなどは持たず、RPG的な要素は、モンスターの収集と育成、バトルのみである（後述のアニメなどと物語上の繋がりはない）。プレイヤーは4体のモンスターで構成されるパーティを編成しクエストに挑戦する。また、ソロプレイの場合は4体目のモンスターはフレンドやランダムユーザーのモンスター、条件付きで自キャラを使用することも可能である。マルチで遊ぶことで各種報酬が手に入りやすい等メリットが多い。
2021年4月時点で世界累計利用者数は5500万人、2018年9月10日時点で全プレイヤーの総ログイン時間は約47億時間となっている。
2015年8月にはeスポーツ大会「モンストグランプリ 2015」を初開催。2019年7月13日、14日に実施されたeスポーツ大会「モンストグランプリ 2019 アジアチャンピオンシップ」では賞金総額1億円となっている（詳細はモンスターストライク (eスポーツ)を参照）。
2019年11月26日時点で、当アプリを原作としたWebアニメ『モンスターストライク』の世界累計再生回数は4億回、2020年4月6日時点で『モンスト』公式YouTubeチャンネルの総再生回数は約5.7億回である。

## 歴史
- 2013年
  - 10月10日 - iOS版配信スタート[12]。
  - 12月15日 - Android版配信スタート[4]。
- 2014年
  - 3月3日 - Ver.2.2.0アップデート[13]。
  - 5月 - 台湾にて提供を開始[5]。
  - 7月19日 - 利用者数が1000万人突破[5]。
  - 9月19日 - Ver.3.0アップデート[14]。
  - 10月 - 北米版の提供を開始[15]。
  - 12月8日 - Yahoo!検索大賞2014・ゲーム部門を受賞[16]。
- 2015年
  - 1月29日 - Ver.4.0アップデート[17]。
  - 7月14日 - Ver.5.0アップデート[18]。
  - 8月2日 - モンストフェスティバル2015開催。運営の不手際に際し翌3日に謝罪会見[19]。
  - 9月17日 - Ver.5.1アップデート[20]。
  - 10月10日 - モンストアニメ (1期) 配信開始。モンスト2周年記念"超・超絶"感謝祭 in nicofarre 開催[21]。
    - 16日 - Ver.5.2アップデート[22]。
    - 公式動画チート疑惑事件。公式動画内にガチャについて特別な設定で運営メンバーを優遇しているようにとれるシーンがあったとしてユーザーが批判する騒ぎになり、17日、運営が「動画を編集したことで意図せず混乱を与えてしまった」として謝罪[23]。
    - 23日 - 爆絶クエスト配信開始[24]。

  - 12月9日 - Yahoo!検索大賞2015・ゲーム部門を受賞[25]。
    - 18日 - Ver.5.4アップデート[26]。
- 2016年
  - 1月31日 - 「モンストグランプリ2016 闘会議CUP」決勝大会 開催[27]。
  - 4月26日 - Ver.6.0アップデート[28]。
  - 8月17日 - Ver.7.0アップデート[29]。
  - 9月7日 - Ver.7.1アップデート[30]。
    - 25日 - XFLAG PARK 2016開催[31]。

  - 10月6日 - Ver.8.0アップデート[32]。
  - 11月10日 - Ver.8.1アップデート[33]。
  - 12月10日 - 『モンスターストライク THE MOVIE 始まりの場所へ』上映開始[34]。
    - 13日 - Ver.8.2アップデート[35]。
- 2017年
  - 2月8日 - Ver.8.3アップデート[36]。
  - 3月7日 - Ver.8.4アップデート[37]。
    - 24日 - Google+によるバックアップ機能を終了[38]。

  - 4月1日 - モンストアニメ (2期) 配信開始[39]。
    - 21日 - モンスト公式YouTubeチャンネルの登録者数が50万人を突破[40]。
    - 25日 - Ver.9.0アップデート[41]。

  - 5月26日 -「XFLAG STORE SHIBUYA」がオープン[42]。
  - 6月6日 - Ver.9.1アップデート[43]。
    - 20日 - モンスト&モンストアニメ公式チャンネルの双方が2億回再生を突破[44]。
    - 26日 - XFLAGの公式オンラインストア「XFLAG STORE」がオープン[45]。
    - 29日 - リアル版 超・獣神祭「十二支再競争」開催[46]。

  - 7月8日、9日 - XFLAG PARK 2017 DAY1、DAY2 開催[47]。
    - 11日 - Ver.9.2アップデート[48]。
    - 21日 - 超絶・廻クエスト配信開始[49]。
    - 25日 - 新アイテム「わくわくミン」を実装[50]。

  - 8月1日 - 北米版『モンスターストライク』がサービス終了[15]。
    - 8日 - Ver.9.3アップデート[51]。
    - 24日 - 国内利用者数3500万人を突破[52]。

  - 9月13日 - Ver.9.4アップデート[53]。
  - 10月1日 - モンスト4周年記念特別番組「MONSTER STRIKE 4th Anniversary Party」開催[54]。
    - 5日 - Ver.10.0アップデート[55][56]。
    - 13日 - 4周年記念イベントの一環として「モンストラックアウト」を開催。

  - 11月14日 - Ver.10.1アップデート[57]。
  - 12月12日 - Ver.10.2アップデート[58]。
- 2018年
  - 1月18日 - App Store審査ガイドライン改定に伴い、プレミアムガチャにおいて提供割合の表示を開始[59][60][61]。
  - 1月30日 - Ver.10.3アップデート[62]。
  - 4月26日 - Ver.11.0アップデート[63]。
  - 5月12日 - 台湾の台北にて台湾・香港・マカオ版モンスト（怪物弾珠）の4周年イベントを開催[64]。
  - 6月5日 - Ver.11.1アップデート[65][66]。
    - 30日 - 轟絶クエスト配信開始[67]。

  - 7月10日 - Ver.12.0アップデート[68][69][70]。
  - 9月3日 - こども・アニメ専用チャンネル「キッズステーション」にてキッズ向け番組「モンストテレビ」放映開始[71]。
  - 10月3日 - Ver.13.0アップデート[72]。
    - 5日 - 『モンスターストライク THE MOVIE ソラノカナタ』上映開始[73]。
    - 13日 - 5周年記念イベントの一環として「モンスト運極ルーレット」を開催。「モンスターストライク プロフェッショナルズ2018 トーナメントツアー」開催[74]。

  - 11月 - 国内の累計利用者数が4000万人を超える[75]。
- 2019年
  - 1月25日 - 「XFLAG STORE + HANEDA」が羽田空港第1旅客ターミナルにオープン[76]。
    - 26日、27日 - 「闘会議2019」に出展し「モンストジュニアグランプリ2019」決勝大会 開催[77]。

  - 2月7日 - Ver.13.3アップデート[78]。
  - 3月7日 - 「XFLAG STORE OUTLET」が酒々井プレミアム・アウトレットにオープン[79]。
  - 4月23日 - Ver.14.0アップデート[80]。
    - 24日 - 世界累計利用者数が5000万人を突破[81]。

  - 7月13日、14日 - 「XFLAG PARK 2019」開催[82]。
    - 17日 - Ver14.2アップデート[83]。

  - 8月27日 - Ver14.3アップデート[84]。
  - 10月8日 - Ver15.0アップデート[85][86][87]。
  - 11月9日 - 「モンスト プロツアー 2019-2020」開催[88]。
  - 12月17日 - Ver.15.2アップデート[89]。
    - 30日 - モンスト公式YouTubeチャンネル登録者が100万人突破[90]。
- 2020年
  - 1月11日、12日 - 東京都知事杯をめぐる「モンスターストライク」eスポーツ大会が「東京eスポーツフェスタ」内で開催[91]。
  - 2月5日 - Ver16.0アップデート[92]。
    - 7日 - 「かごしま国体・大会」文化プログラムのeスポーツ実施タイトルに採用される[93]。

  - 4月3日 - プレミアムガチャにおける☆5-6の出現率を12%に、☆4の出現率を88%にそれぞれ変更[94]。
    - 4日 - 新型コロナウイルス感染症の拡大を受け、20:00よりモンスポットの一部機能を停止[95]。
    - 23日‐ Ver.17.0アップデート[96]。

  - 6月9日 - Ver.17.1アップデート[97]。
  - 7月14日 - Ver.18.0アップデート[98]。
  - 9月24日 - Ver.18.2アップデート[99]。
  - 10月 - 世界の累計利用者数が5400万人を超える[100]。
    - 21日 - Ver.19.0アップデート[101]。

  - 12月17日 - Ver.19.2アップデート[102]。
- 2021年
  - 1月26日 - Ver.20.0アップデート[103]。
  - 4月27日 - Ver.20.2アップデート[104]。
  - 5月 - 累計利用者数が全世界で5500万人、国内で4700万人を超える[105]。
  - 6月8日 - Ver.20.3アップデート[106]。
  - 7月13日 - Ver.21.0アップデート[107]。
  - 10月21日 - Ver.22.0アップデート[108]。
  - 11月11日 - Ver.22.1アップデート[109]。
  - 12月16日 - Ver.22.2アップデート[110]。
- 2022年
  - 2月8日 - Ver.22.3アップデート[111]。
  - 3月9日 - Ver.23.0アップデート[112]。
  - 4月26日 - Ver.23.1アップデート[113]。
  - 5月26日 - Ver.23.2アップデート[114]。
  - 7月12日 - Ver.24.0アップデート[115]。
  - 8月16日 - Ver.24.1アップデート[116]。
  - 9月27日 - Ver.24.2アップデート[117]。
  - 10月27日 - Ver.25.0アップデート[118]。
  - 11月 - 累計利用者数が国内で5000万人を突破[119]。
  - 12月13日 - Ver.25.1アップデート[120]。
- 2023年
  - 2月9日 - Ver.25.2アップデート[121]。
  - 3月14日 - Ver.25.3アップデート[122]。
  - 4月25日 - Ver.25.4アップデート[123]。
  - 6月13日 - Ver.25.5アップデート[124]。
  - 7月8日、9日 - 「DREAMDAZE」が東京・有明で開催[125]。
    - 11日 - Ver.26.0アップデート[126]。

  - 9月26日 - Ver.26.2アップデート[127]。
  - 10月7日 - 新たな進化形態「真獣神化」が解禁[128]。
  - 10月18日 - Ver.27.0アップデート[129]。
  - 11月3日 - 黎絶クエスト配信開始[130]。
    - 14日 - Ver.27.1アップデート[131]。

  - 12月12日 - Ver.27.2アップデート[132]。
- 2024年
  - 2月1日 - 天魔の孤城に「天魔の孤城〜空中庭園〜」が実装[133]。
    - 11日 - モンパ9th開催[134]。

  - 2月6日 - Ver.27.3アップデート[135]。
  - 3月7日 - Ver.27.4アップデート[136]。
  - 4月18日 - Ver.27.5アップデート[137]。
    - 27日、28日 - 「モンスト春祭り in ニコニコ超会議2024」開催[138]。

  - 6月6日 - Ver.27.6アップデート[139]。
  - 7月4日 - Ver.28.0アップデート[140]。
  - 7月13日、14日 - 「DREAMDAZE II」が船橋で開催[141]。

## ゲームシステム

### バトルシステム
敵への攻撃方法は、引っ張ったモンスターを敵に直接ぶつけることによりダメージを与える「通常攻撃」、味方のボールに当てることにより発動する「友情コンボ」の2種類がある。また、各モンスターごとに設定されたターン経過によって使用可能になる強力な必殺技「ストライクショット(SS)」がある。
リアルタイムバトルではなくターン制である。敵の攻撃にはターンが決まっていて、敵の周りに表示されている数字のカウントで確認できる。プレイヤーのターンが経過する度に1ずつ減り、カウントが0になると攻撃してくる。
攻撃やギミックにより、プレイヤーのHPが0になると負けとなるが、超絶以降の絶級クエストや超究極など一部のクエストを除きコンティニューも可能。
HPは画面上に発生するハート等の回復アイテムを取る、味方キャラのアビリティ、回復効果を持つストライクショットを使う等によって回復する。また、次のステージに進むことでも減っているHPの半分だけ回復する。ただし運極達成数が一定以上であると半分以上回復する。

#### バトル中の操作方法
指やタッチペンで画面に触れ任意の方向にスライドすると、自分のモンスターボールをスライドした方向と逆にボールが発射される（ゴムパチンコや弓と同じ要領）。矢印を表示できる範囲内であれば画面のどこに触れても矢印を引っ張ることができる。矢印を離すタイミングによってスピードや攻撃力などが変化するキャラクターはいるためタイミングは重要だが、矢印を引く長さによっては変化しない。
モンスターには、反射タイプと貫通タイプがある。反射タイプのモンスターはステージ枠（壁）や、ステージによって配置されていることがあるブロックだけでなく、敵モンスターなどに当たると跳ね返って反射する方向に飛ぶ。貫通タイプは、敵を貫通することができる。
画面下のモンスターアイコンが光っているときに、そのモンスターアイコンをタップすると強力なストライクショットを使うことができる。
また、マルチにおいては、自キャラの操作ターン以外の時にタップを行うと、「グッジョブ」というファンファーレのような一種のサインが表示される。『セーラームーンCrystal』コラボ以降のコラボ期間中にはコラボキャラの録り下ろしボイス付きのグッジョブがミッション報酬などの特典として配布されたり、10連コラボガチャのおまけとしてランダムで配布されることがある（ボイスについては無音に設定することも可能）。そのほか、有償オーブを消費してボイス付きの限定グッジョブが販売されることもある。

#### 中ボス / ボス
非常にHPが高く、強力な攻撃を持っている。数字カウントが長く致命的な攻撃（即死攻撃）を放つ際などは、攻撃の予兆としてボスが拍動し震えるエフェクトが入る場合もある。
ボスのHPは画面上部に大きなゲージで表示され、HPゲージは1～4本設定されている。
ゲージを1本削り切る毎にボスは逃亡し、次のバトルステージで戦うことになる。最終ゲージをゼロにするとプレイヤーの勝ちとなる（攻撃の仕方によっては、ゲージ複数本分のHPを一気に削ることができる場合もあり、プレイヤーからは「ワンパン」(全てのHPを削った時のみ)とも呼ばれている）。
勝利すると周辺からゴールドや宝箱が飛び出し、画面を指でなぞることで拾うことができる（マルチプレイ時はボス以外の敵からも飛び出すことがある）。
通常はボスが逃亡した後もフィールドに残った雑魚敵とは戦うことになるが、超絶や爆絶、轟絶といった高難易度ステージでは、ボスと一緒に雑魚敵も撤退する場合もある。
一部の敵には弱点を別に持っており、通常は弱点の出現ポイントはボスの周りに3箇所あり、ターンによってどこが弱点になるかは変わる。黄色や赤の三角形のマークで表示されるこの部分を攻撃すると通常時は3倍のダメージを与えることができる。中には弱点の数が一、二箇所だけのボスや弱点を攻撃した際の倍率が高く設定されているステージもある。また、SSによって効果を強化したり、弱点を全て露出したりすることも可能である。クエストによっては弱点が存在しないボスもいる。

### チーム編成
ソロプレイ、マルチプレイ共に4体のモンスターで編成されるパーティーを組んでクエストに挑むことになる。
ソロプレイの場合はプレイヤーの手持ちの中から3体のモンスターを選び、これにクエスト潜入時にフレンドなどの助っ人1体を加えたチームで戦うことになる。条件付きではあるが自分のモンスターを助っ人として使うことも可能。
マルチプレイの場合は参加人数によって1人の使用するモンスター数が異なる。2人プレイの場合はホスト（マルチプレイを始めた側）とゲスト（ホストが始めたマルチに参加した側）共に2体ずつのモンスターが使われる。3人プレイではホストが2体、ゲストがそれぞれ1体ずつモンスターを使用してマルチプレイが始まる。4人プレイではホスト、ゲスト共に全員1体ずつモンスターを使用する。ホストはクエスト出発時に4体のモンスターの順番を決めて出発できる。途中で誰かが退席した場合、ホストがそのプレイヤーのモンスターを操作する。

### クエストについて
スタミナを消費して、ステージをクリアする。クリアすると、経験値や強化合成に必要なゴールド、メダル(各クエストの最高難易度のみ、また、超絶、爆絶、轟絶、一部の限定クエストを除く)、各種クエストに対応したモンスターやクリアボーナス（報酬）を得られる。

#### バトルステージの特徴

##### アイテム
バトル中、ステージ画面内に出現するアイテム。HP回復をする「ハート」や攻撃力を上昇する「剣」、スピードアップする「靴」、ストライクショットのターン数を縮める「砂時計」等のアイテムが存在する。クエスト及びステージのアイテムの持ち越しは出来ず、次のステージに進むと以前のアイテムは消滅してしまう。ストライクショットにより、アイテムが一段階強化される事がある。また、ある特定のアイテムが無いと攻略が不可能なクエストも存在する。

##### お助けアイテム
クエストクリア時に入手できる『メダル・マジックストーン』を、クエストの直前や前もってアイテムと引き換えする事が出来る。パーティの最大HPアップやゲージミスがなくなる、クエストの各ステージ開始時にハートが出現する等の効果をもたらすアイテムが存在する。また、一部の高難度専用のアイテムもある。

##### ギミック
ステージ中にはギミックがいくつか登場する。触れると遅くなる重力バリアや、当たるとダメージを受けるダメージウォールなどである。その多くはプレイヤーの邪魔をするものであるが、中には有効活用することで攻略に役立つものもある。一部にはモンスターの持つアンチアビリティによって無効化できるものもある。しかし、敵の攻撃により、モンスターが持っているアンチアビリティ自体を無効化し、ギミックの効果を受ける事もある。

### クエストの種類

#### 育成強化系・守護獣クエスト
ノーマルクエスト
通常のクエスト。ステージ数は1つのクエストにつき、3〜5個存在する。
チュートリアルを兼ねており、ゲーム内に登場する様々なギミックを体感することができる。経験値効率が他と比べて高いため、ランク上げに使われることが多い。
強化進化
モンスターの強化、進化に必要なアイテム（獣神玉、タス、亀、獣神竜）といったアイテムを入手することができる。 
英雄の神殿
ガチャ限定のモンスターと一部の降臨モンスター、運極同士の合成もしくは英雄の書で証をつけたモンスターのみに使える「わくわくの実」を採ることができるコンテンツ。
守護獣の森
守護獣の詳細については、後述「守護獣」参照。守護獣を入手し、守護獣のレベルアップに必要な絆のカケラを収集するコンテンツ。

#### イベントクエスト
イベントクエスト/降臨クエスト
時間限定・期間限定のクエストとコラボクエストはここに出現する。難易度は基本的に、24時間限定（イベントクエスト）のものが「中級」、「上級」、「極」の3つ、2～3時間限定（降臨クエスト）のものが「極」、「究極」、「激究極」、「超究極」の4つとなっている（一部の降臨クエストには「上級」がある）。
ノーマルクエストより強いモンスターのドロップが可能。
「激究極」は「究極」より難易度が高めな分、さらに性能の高いモンスターが手に入る。
「超究極」は、「激究極」よりもさらに難易度が高い傾向にあり、後述の「超絶」や「爆絶」、「轟絶」に匹敵する難易度を誇る場合もある。コンティニューは不可能だが、その分より強力なモンスターが手に入る。一部のコラボイベントクエストやチケットクエストなどで実装されている。2022年2月28日より、「わくわくの実」と「魂の紋章」が効果を発動しない「超究極・封」がモンストの日限定で登場するようになった。
エクストラステージ/シークレットステージ
一部クエストにて、クリア後のリザルト画面でエクストラステージが出現する場合がある。
エクストラステージはスタミナを消費しないが、ほとんどのクエストで出発前のパーティー編成が出来ず、使用していたアイテムを引き続き使用することはできず、コンティニューも不可。
コラボなど特別なクエストを除く「究極」または「激究極」難易度の降臨にて、クリア後にランダムでエクストラステージが出現する可能性がある。
一部のクエストでは、特定のモンスターをデッキに加えていると、別ステージであるシークレットステージに挑戦するかどうかの選択肢が表示される。
超絶クエスト
コンティニュー不可のクエスト。難易度は「超絶」のみ。
挑戦条件はなし。降臨頻度は爆絶と含めて1日1〜3回であり、2時間出現する。
爆絶クエスト
超絶をさらに上回るコンティニュー不可のクエスト。難易度は「爆絶」のみ。
挑戦条件は運極を5体以上所持していること。通常のクエストより属性効果倍率が上がっているため、属性相性を考えたパーティー編成が重要。弱点を攻撃した時のダメージ倍率も通常よりも上がっているものも存在する。
轟絶クエスト
爆絶をさらに上回るコンティニュー不可の高難易度のクエスト。難易度は「轟絶・極」「轟絶・究極」の2つ。
挑戦条件は「爆絶」を3種以上クリアすること。また「轟絶・極」をクリアしなければ「轟絶・究極」のステージには挑戦できない仕様であり、両者のギミックやステージ構成は異なる。ただし、2週目の轟絶クエスト以降は、「轟絶・極」はなく、難易度は「轟絶・究極」のみとなっている。
黎絶クエスト
轟絶をさらに上回るコンテニュー不可の超高難易度のクエスト。難易度は「黎絶」のみ。
ドロップキャラはすべて真獣神化として実装されており、挑戦条件は「轟絶」を1種以上クリアすること。紋章やわくわくの実などを使うことができない。
覇者の塔
期間限定(基本的には毎月7日12:00～25日11:59)で出現するコンテンツ。40階まであり、特定の階層をクリアするとオーブ等のアイテムや限定モンスターが手に入る。21階からはコンティニュー不可。
クリア履歴は月ごとにリセットされる（前回クリアした階でも、クリアすれば再び報酬をもらうことができる）。スキップ機能を使用する事でスタミナ消費なしで20階までの報酬を獲得し、後述する「絶級トーナメント」をどこまで勝ち進めたかによって、次回開催される覇者の塔を特定の階までスキップできる。トーナメント本戦で優勝すれば、次回の覇者の塔を30階からスタートできる。
特定の階のクリア時に低確率で出現するエクストラステージをクリアすると、それより上の階の報酬を全て獲得し、当該期間の覇者の塔は制覇(上の階のクエストをプレイしなくてもクリア扱い)になる。
現在、裏覇者の塔が終了し、覇者の塔シーズンズが追加されている。
覇者の塔シーズンズ
絶級トーナメントを優勝することで覇者の塔がシーズン・クラシックに分けられる。クラシックは通常の覇者の塔と同じ1〜40階まであり、シーズンは31〜35階にのみあるクエストである。シーズンで1階クリアするごとにクラシックでは2階分クリアしたことになる。そのためクラシックで31〜40階をクリアするよりもシーズンで31〜35階をクリアするだけで覇者の塔を制覇できたことになる。
シーズンの5ステージを全てクリアすると、制覇報酬として勝者の印を5枚獲得でき、貴重なアイテムなどと引き換えることができる。
禁忌の獄
期間限定(基本的には毎月21日12:00～翌月8日11:59)で出現する高難易度コンテンツ。全30層(30獄)あり、クリアをすることでオーブやアイテム、限定モンスターが手に入る。二十六ノ獄〜三十ノ獄はコンティニュー不可。
また、特定のクエスト(獄)クリア時に低確率で出現するエクストラステージをクリアすると、ノーコンティニュー報酬で限定モンスターを入手できる。
2020年4月23日の登場から、『封印の玉楼を制覇する(最高達成列数が12列)』のほかに、『轟絶1種、爆絶5種、超絶（超絶・廻を含む）15種のいずれかをクリア』すると挑戦できるようになっている。
しかし、現在は封印の玉楼が終了していてプレイできないため、新規ユーザーのプレイ条件は後者のみになっている。
新たなクエスト「禁忌の獄〜深淵〜」が追加されている。
禁忌の獄〜深淵〜
禁忌の獄を30層までクリアした際に出現する追加ステージ。 禁忌のEXクエストで登場するキャラがボスとして戦うステージが各属性分存在している。 毎月3種類のステージから選んで挑戦することができ、いずれか1つをクリアすれば次回開催時の禁忌の獄のスキップ対象が1~30階層のうちの25階層分に変更される。また、ステージをクリアした際に、稀に禁忌深淵EX「不可思議」のクエストが出現する。
絶級トーナメント
期間限定(基本的には毎月26日12:00～翌月6日11:59)で出現するコンテンツ。2022年5月26日より、「裏覇者の塔」に変わり新たに追加された。
予選と本選にわかれており、いずれもトーナメント方式で計8戦勝ち抜けば優勝となる。なお、優勝すると次回開催時には予選は免除され本選からの参戦となる。
対戦相手はいずれもCPUであり、対戦相手が確率で棄権する。対戦相手となるモンスターと自分が保有している同モンスターのラックが大きいほど棄権発生確率は高くなる。対戦相手が超絶では、超絶と廻でラックが高い方で判定されるが、対戦相手が超絶・廻であれば自分の保有している同モンスターの超絶・廻のみが判定対象となる。
本選を優勝することで、次回開催の覇者の塔は29階までスキップできる。
追憶の書庫
1日に既定ポイント分だけ（スタミナも消費する）、一定の過去のイベントクエスト/降臨クエスト/一部の絶級・爆絶クエストをプレイすることができる。
秘海の冒険船
期間限定（不定期）で出現するコンテンツ。各ステージを船で移動しながらクリアを目指していくことになるが、次のステージに挑戦するまでに一定時間を要するため、長い時間をかけて全クエストをクリアしていくことになる。限定アイテムやオーブ、CM視聴機能を使用して時間短縮を図ることが可能。
美食の旅路
期間限定（不定期）で出現するコンテンツ。「収穫エリア」「調理場」「災禍の旅路」という3つのエリアがあり、「収穫エリア」内のクエストをクリアして食材を集め、「調理場」でそれらを使って料理を作ることができる。料理は 「美食の旅路」内のクエストで使えるお助けアイテムであり、「災禍の旅路」をクリアすることがこのイベントの最終目標である。またクエストをクリアすると「グルメコイン」というオラコイン同様のアイテムなどを交換できるコインが手に入る。

#### チャレンジクエスト
神獣の聖域
「神獣スレイヤー」という特殊なアビリティを持つ聖域の狩人を仲間にして伝説の神獣に挑む常設コンテンツ。
閃きの遊技場
各クエストによって定められた一定ターン内でステージ突破を目指す常設コンテンツ。ターンリミットが0になるとゲームオーバーとなる。
このコンテンツでモンスターを使用しても使用回数にはカウントされない。
訓練場
過去に登場した轟絶クエストをスタミナ消費0でアイテムを使用しても手持ちのアイテムを消費することなく何度でも挑戦可能な常設コンテンツ。初回クリア時のみ倒したボスを1体入手できる（マルチの場合はホストのみ）。
訓練場では各クエストをクリアしても、通常降臨する轟絶クエストがクリア扱いになることはないが、通常降臨で「轟絶・極」をクリアしていない場合でも「轟絶・究極」に挑戦することができる。
歴戦の跡地
過去に登場した絶級クエストを指定されたモンスターでクリアする常設コンテンツ。各超級クエストごとに3段階の難易度があり、難易度を全てクリアすると勲章が手に入る。なお、指定されたモンスターはプレーヤー自身が所持していない場合でもこのコンテンツでのみ使用可能。
未開の大地
全60クエストある常設コンテンツ。特定の階層をクリアすると手に入るエナジーが一定値に到達するごとに報酬や限定モンスターが入手できる。全クエストコンティニュー不可。
天魔の孤城
現在「天魔の孤城〜試練の間〜」と「天魔の孤城〜空中庭園〜」の2つのクエストに分かれており双方とも全10クエストまである。各ステージのバトル突破数ごとに挑戦できるステージが増えたり報酬を貰えたりすることができる。ただし、第10の間だけはそれ以外のステージを全てクリアしないと挑戦することができない。バトル突破報酬は空中庭園と試練の間とで共通して入手できる。どちらか片方1回までしか入手できない。空中庭園ではかりモンを使うことができない。全クエストコンテニュー不可。なお、ステージクリアで、特定キャラクターと交換できる、「天魔の印」を入手できる。
また、特定のクエストをクリア時に低確率でエクストラステージが出現することもある。

#### その他のクエスト
チケットクエスト
プレーヤーへの配布や課金、一部の特別クエストクリア時の宝箱から手に入るチケットを使用することで、挑戦することできるクエスト。

#### 終了したクエスト
封印の玉楼
覇者の塔の開催期間と同時に開放されていたコンテンツ。「封印の玉楼・壱」と「封印の玉楼・弐」が存在し、どちらかしか選ぶことが出来ない。弐のほうが高難易度であり、壱は以前の封印の玉楼を改名したものである。それぞれで対象となるクエストや列を作った際の報酬が異なる。過去に登場した20個の超絶クエストと5つの爆絶クエストの計25クエストに挑戦することができる。クエストの配置はビンゴ形式になっており、クエストをクリアすることでマス目を開けることが出来、列を作ることで報酬が得られる。
クエストをクリアするとクリア時に使用したモンスターは封印され、開催期間中は他のマス目のクエストに参加させることが出来なくなる。壱・弐の選んでいない方にマルチで参加は可能であり封印もされない。
2021年1月23日11:59をもって封印の玉楼は終了となった。
裏・覇者の塔
覇者の塔を40階までクリアすると解放されるコンテンツ。『裏・覇者の塔 東』、『裏・覇者の塔 西』、『裏・覇者の塔 南』、『裏・覇者の塔 北』の4種類のクエストが実装されており、月ごとに4種類のうち1つが出現する仕組みとなっている。
覇者の塔と同ステージで敵キャラの属性が変わっている。21階に当たるステージから順に挑戦可能。ステージをクリアしていくとオーブ等のアイテムが手に入る。
2022年4月25日11:59までをもって裏覇者の塔は終了となった。

### モンスター
モンスターには様々な属性や特性などから成り立っていて、モンスター名は主に、世界や日本の神話、歴史上の人物、おとぎ話、武器等を題材にしているものが多い。2025年5月時点でコラボ限定のモンスターを含めて約8000体以上のモンスターが登場している。

#### モンスターの特徴
属性
相手へ与えるダメージや自分が被るダメージに関わる要素。
火・水・木・光・闇の5つがあり、火・水・木の3属性は、火は木に強い、木は水に強い、水は火に強いといったような三すくみの関係になっている。自分が有利属性の場合、相手に与えるダメージが1.33倍に増え、被るダメージが0.66倍に減る。光と闇はお互いに与えるダメージ、被るダメージが1.33倍となる。
クエストによっては属性効果が強化され、上記の倍率も大きくなる。光と闇の場合は互いに被るダメージも多いため、その属性以外のモンスターに対して大ダメージの攻撃があることが多い。
攻撃の属性には無属性も存在するがこの無属性は「属性がない」ではなくあくまで「無属性という属性」である。
撃種（ヒットタイプ・ボールタイプ）
モンスターが敵にあたった時の移動方法を示す。反射と貫通の2種類があり、反射は敵に当たると跳ね返る。貫通は敵を通り抜けて移動する。
反射・貫通ともに敵に当たると壁にぶつかった時より減速し、貫通はさらに大きく減速する。
種族
モンスターの種族はアビリティ、わくわくの実等に影響する。代表的なものに神や亜人や魔族などがある。
戦闘型（戦型）
モンスターの戦型のタイプはバランス型・パワー型・スピード型・砲撃型の4つがあり、以下のような傾向が見られる。
バランス型はHP・攻撃力・スピードがそれぞれ特化したものがなく、平均的である。
パワー型は攻撃力に特化したもので、概ねスピードが低く、友情コンボの威力も通常の約0.7倍になっている。また、同じスピードでもバランス型やスピード型と比べて、敵にヒットした時の減速率が高い。
スピード型はスピードに特化したもので、HPか攻撃力（またはその両方）が低くなる傾向にある。
砲撃型は友情コンボの威力が通常の約1.4倍だが、ステータスが全体的に低いものが多い。
超戦型
後述する獣神化・改となっているモンスターや、獣神化キャラで戦型の書を使用すると、戦型が超戦型に変化し、様々な恩恵を受けられる。
恩恵も、各超戦型によって異なっており、
超バランス型は、「ハート」によるHPの回復量が20%上がり、かつ有利属性の敵に対するダメージ倍率が更に上がる。
超パワー型は、「剣」による攻撃力の上昇量が20%上がり、最初に敵にヒットした時のみ攻撃力が上がる。
超スピード型は、「靴」によるスピードアップの効果が20%上がり、最初に壁に触れた時のみスピードアップする。
超砲撃型は、「砂時計」によるストライクショットのターン数が通常より多く減り（3ターン→4ターン）、爆発などで誘発された友情コンボの威力が100%になる。
友情コンボ
自分のターンに味方を味方モンスターにぶつけると、ぶつけられた側のモンスターが持つレーザーやホーミング弾などの友情コンボ（追加攻撃）が発動する。通常は1つのモンスターにつき1つだが、神化合体や獣神化、獣神化・改したモンスターは、メインの友情コンボとサブ友情コンボの2つを持っている。神化のサブについた友情の威力は従来より落ちる。また、友情コンボを最大2回発動するアビリティを持つモンスターも存在する。
アビリティ
各モンスターに備わっている特殊能力のこと。現状最多のもので6種類のアビリティを持つモンスターがいる。低レアリティのモンスターを中心に、アビリティを持たないモンスターもいる。
一部モンスターにはモンスターを引っ張る際に画面上部にゲージが表示され、最大になるタイミングで指を離すと追加でアビリティが発揮されるゲージショットを持つモンスターもおり、モンスターによってゲージのスピードが異なる。
コネクトスキル
獣神化・改モンスターのみ、従来のアビリティに加えて持ち合わせているアビリティ。
各モンスターには、コネクトスキルを発動させる特定の条件（「自身と種族が異なるキャラが1体以上、または合計ラック100以上」、「自身と戦型が異なるキャラが3体」など）があり、デッキ編成で条件が満たされれば、バトル中常に発動される。
発動する内容自体はアビリティとほぼ変わらないが、全く別のものとして扱われ、アビリティロック状態の影響を受けない（アビリティは発動しないが、コネクトスキルは発動する）。
ショットスキル
真獣神化できるモンスターのみ所持している、ショットするたびに発動されるアビリティ。
ただし、 ストライクショット使用時または、他の味方を動かすストライクショットで動いた場合は効果が発動しない。
アシストスキル
真獣神化できるモンスターのみ所持している、アシストスキルを持つキャラを編成するだけで真獣神化以外のモンスターに効果が適用されるアビリティ。
ただし、 効果が同じアシストスキルは重複しない。また、効果の値のみが異なるアシストスキルを所持したキャラクターが複数体編成されている場合、より効果の高いアシストスキルのみが発動対象となる。
ストライクショット
いわゆるスキル（必殺技）であり、SS（エスエス、Strike Shot）と略されることが多い。
種類や使用するモンスターによって必要なターン数が定められており、そのターン経過後に使用可能。強力なものはかかるターン数が長い傾向にある。アイテムとして出現する「砂時計」やSSターン部類のアビリティ及び、英雄の神殿で入手できる「速必殺の実」により、ターン数が少なくなったり、普通より多く減る事もある。
獣神化、獣神化・改モンスターのSSは2段階に分かれていて、2段階目になってから発動すると攻撃力が1段階目より高くなる他、説明文には書かれていないような効果も発動することがある(貫通変化、追い討ち攻撃など)。
レベル
モンスターを合成することによって上げることができ、体力・攻撃力・スピードのステータスが上がっていく。なお、タス系のモンスターを合成することでレベルとは別にステータスを上げることも出来る。
運（ラック）
クエストクリア後のラックボーナス等に関係するパラメータであり、1 - 極(99)まである。ゲーム内では四つ葉の緑のクローバーのアイコンで示される。☆4-5のラックマックス90には青いクローバーで示される。
数値を上げるには同種モンスターの合成（名前の後ろにS、X、α、廻がつく希少種も含む）、または進化/神化後のモンスターに進化前のモンスターを合成する。
クエストクリア時に各プレイヤーのリーダーモンスターの運数値の確率（運50なら50%）で追加報酬を入手できる。ただし、運極（後述）の場合は必ず2個の報酬をもらうことができる。また、パーティー内の運の合計値が高いほど、ハートなどのアイテムが成長した状態で出現しやすくなる。
運極
☆6のモンスターのラックが99に達すると表示が「極」となり、運極と呼ばれる状態になる。
運極にしたモンスターの数に応じて、ゲーム内で有利になるボーナスを受けられる。また、爆絶・轟絶クエストでは運極モンスターの所持数が挑戦の条件になっている。
ラックスキル
☆6のモンスターのみが持っている、バトルの特定の場面に一定確率で発動するもので、クリティカル、シールド、ガイド、友情コンボクリティカルの4種類がある。
クリティカルは、自身のショット前に発動し、敵への直接攻撃によるダメージが稀に大きく増加する。
ガードは、敵の攻撃時に発動し、自身への1回の攻撃ダメージを1にする。
ガイドは、自身のショット前に発動し、ショット時にガイドが表示される。
友情コンボクリティカルは、自身か否かにかかわらずショット前に発動し、敵への友情コンボによるダメージが稀に大きく増加する。
また、ラックが大きいほど、ラックスキルの発動確率が上がる。
レアリティ
モンスターの希少価値で、レアリティは☆1～☆6まである。数字が高いほうが基本的にはより強力なモンスターである。
英雄の証
ガチャで入手するなどといった一部のモンスターは英雄の証を所持していて、わくわくの実を食べて強化することが可能。同じラックの上がる運極モンスター同士を合成することによって英雄の証を付けることの出来る降臨モンスターもいる。「英雄の書」というアイテムを使うことによって付けたり、証を1つだけ増やすことも出来る。獣神化したモンスターはデフォルトでこの枠が2つ存在し、英雄の書を使うことにより枠を最大3つに増やすことが可能。

#### モンスターの育成
強化合成
ガチャやクエストで手に入ったモンスターを合成することで、成長させたいモンスターのレベルやステータスを上げることができる。稀に、得られる経験値が増加する「大成功」が起こり、この「大成功」の起こる確率が上がるイベントも定期的に開催される（現在は大成功がなく、合成すると常に大成功扱いになる）。
進化合成/神化合体（しんかｰ / かみかｰ）
ゲーム内で手に入る石や玉などの素材と、ゴールドを消費することで、モンスターを進化させることができる。進化形態と神化形態は相互にスライド可能である。
最大レベルまで達した進化前モンスターは、アイテムやモンスターを消費することで、2通りの方法で進化させることができる。
進化合成は進化アイテムを使った進化方法で、神化合体は指定されたモンスターを素材にする進化方法である。神化合体においては、進化バリエーションを複数もつモンスターもいる。さらに神化合体においては指定されたモンスターの代わりに「降神玉」という勾玉型のアイテムを使うこともできる。ただし、一部モンスター(イベント限定イラストなど)には使用不可となっている。
獣神化（じゅうしんか）
プレミアムガチャや轟絶クエストや一部コラボで手に入る特定のモンスターは、進化/神化後さらに獣神化することが出来る。一部の分岐キャラを除いて進化形態や神化形態には戻せなくなる。BLEACHコラボ以降、属性限定ガチャや獣神祭などを除く新規イベントのプレミアムガチャやコラボガチャでは最高レアリティが☆6のみの獣神化対応になった。
獣神化の特徴として以下の3つがある。
- 神化合体のように友情コンボが2つあり、そのいずれもがメイン友情と同じ威力を持っている。
- わくわくの実を2つ食べられる（「英雄の書」を使用すれば最大3つ食べられ、さらに「大英雄の書」を使用することで最大4つ食べられる。）。
- ストライクショットが2段階に分けられ、1段階目で早く使用できたり、2段階目まで溜めて威力を強化して使用することが可能。

獣神化には、獣神玉などの進化アイテムの他に、曜日クエストにて超低確率でドロップする獣神竜が必要になるが、これらの代わりに「獣竜玉」というアイテムを使うこともできるほか、モンパスの特典で同様の効果を持つアイテムを入手できる。ただし轟絶級のモンスターには使用できない。
イベント報酬で入手できる「レベルの書」と「戦型の書」を用いると後述する獣神化・改と同様のステータスにすることが可能（ただしコネクトスキルは付加されない）。
獣神化・改（じゅうしんか・かい）
Ver.15.0で導入された更なる獣神化。特定の獣神化したモンスターに獣神竜などのアイテムを使用することで、獣神化・改にすることが出来る。なお、轟絶級のモンスターと同様、獣竜玉は使用できない。
獣神化・改の特徴として以下の3つがある。
- 最大レベルが120にデフォルトで設定されている。
- 超戦型を所持している。（詳しくは前述を参照）
- コネクトスキルを所持している。（詳しくは前述を参照）

真獣神化（しんじゅうしんか）
獣神化、獣神化・改を超える新たな進化形態。最初からLv120、超戦型に加え、ショットスキル（詳しくは前述を参照）とアシストスキル（詳しくは前述を参照）も兼ね備えている。コネクトスキルは所持していない。
真獣神化にするには、専用素材「真獣神玉」が、黎絶モンスターや一部超獣神祭での「真獣神化前」からは50個、他モンスターは500個分必要。
わくわくの実
ガチャで入手した一部のキャラクターは元から英雄の証を所持しており、英雄の神殿でわくわくの実を食べさせることによって強化できる。モンスターの特徴によって分けられてるものがあり、「種族・撃種・戦型」に「加撃・加命・加速」を組み合わせてステータス値を上昇させたり、ボスに開幕時に割合ダメージを与えたり、受けるダメージを減らす効果があるものなどが存在する。
ソウルスキル
魂気を使用することでモンスターの強化ができる。各属性最初は一体だが、強化やアイテムにより三体付けることが出来る。攻撃力を上げたり、敵からの攻撃力ダウンを防ぐなどの力を最大4つまで選べる。選べるスキルは各属性の一定条件のラックの合計である紋章力に依存する。

### プレイヤーステータス
本ゲームにプレイヤーキャラクターとも言えるキャラクターはいないが、プレイヤーのステータスは存在する。
ランク
経験値を得ることにより増え、クエスト潜入に必要なスタミナが増えたり、選べるチーム数が増えたりする。また、いくつかの要素の解放条件でもある。
運極数
これの値により報酬がもらえたり、クエスト潜入時の次のステージ移行時にHPの回復量が増えたりと様々なボーナスが付く。それらは運極ボーナスと呼ばれている。
紋章力
各プレイヤーが所持しているレア度6以上（ガチャ限定ならラック1以上、それ以外（イベントクエストや引き換え専用など）はラック20以上）のモンスターのラック合計値で、属性ごとに分けられている。この数値によりソウルスキルで使用できるものが制限される。高ければより高い効果のスキルを付与することが出来る。
轟絶ボーナス
轟絶クエストをクリアし轟絶ポイントを稼ぐことにより、定期的にオーブや魂気が貰えたり、メダルの消費数が減ったりする。

### ゲーム内通貨・ポイントなど
オーブ
ゲーム内の課金アイテムだが、クエストの初クリア報酬やイベント、今週のミッションクリア、超・獣神祭や激・獣神祭・コラボイベントなどのイベント期間中のログインボーナス、一部不具合のお詫びなど無料で入手することもできる。プレミアムガチャ、コンティニュー、モンスターBOXの拡張などに使用できるが、ガチャギフトや特別なグッジョブ引き換えの場合は課金した（いわゆる有償）オーブのみ使用可能。
ゴールド
キャラクター育成時に消費したり、期間限定開催のゴールドガチャを引くために使える。何かを買うために使うことは出来ないので他のRPGにおけるいわゆるゴールドとは大きく異なる。
フレンドポイント
ログインボーナスやクエストクリア時に獲得するポイントで、主にフレンドガチャ（後述）を引くために使用する。
Vメーター
超絶、爆絶、轟絶クエストをクリアすると溜まるメーター。最大15まであり、宝箱からボス以外がドロップすることで溜まり、15溜まるとボスモンスターが最低1体、最大5体ドロップされる。
メダル・マジックストーン
バトルのお助けアイテムやメダル交換専用モンスターと交換に使用する。マジックストーンはメダル3000枚に崩すことができ、貯めることが出来るが、メダルは20万が最大で貯めておけないなどの制限がある。メダルはイベントクエストの最高難易度クエストのクリア報酬、マジックストーンは10連ガチャのおまけで5個入手できるが、クリア時間及びマルチクエストの参加人数によってもらえる量が変動する。
魂気
魂気は毎日プレイしたり、運極を一定数まで増やしたり、特定のクエストをクリアすることで報酬としてもらえる。一日の獲得上限が決まっている。利用方法は上記のソウルスキルのみである。
オラコイン
不定期開催されるイベントクエスト報酬で獲得できるオラゴンを象ったアイテムで、マルチでクエストに参加すると獲得枚数が変わり、クエスト中に稀に出現するオラゴンを撃破するとオラコインが必ずドロップする。貯めたオラコインはイベント限定の☆6キャラやゲーム内アイテムと交換できる。コラボ開催期間中にはオラコインと同様のアイテムが登場するコラボ作品もあり、追加のSSボイスが解放されるアイテムも登場する。

### ガチャ
主にオーブを使うことで強力なモンスターを手に入れることができる。
プレミアムガチャ
本ゲームのメインとも言えるガチャ。通常の新イベントガチャに加え、覇者の塔や禁忌の獄など各種クエストに特化したガチャ、ガチャ期間によりここでしか排出されないモンスターのいるガチャなどがある。後述するコラボ期間中はコラボキャラクターも他と一緒に排出される。新イベントやコラボ期間中に後述するモンストの日やミッションで入手できるトク玉を使用したガチャもあるが、ガチャ期間終了後は消滅してしまう。確定演出があり、この演出が画面に表示されると各ガチャでピックアップされているキャラや、ガチャによってはそこでしか手に入らない限定キャラが100％排出されるようになる。また、コラボガチャではコラボ作品限定の確定演出もある。
ホシ玉ガチャ
プレミアムガチャで☆4-5を一体引く度に1ポイントずつ貯まり、50ポイント貯まると☆5-6を一体確定で引くことができる。トク玉やオーブを使用しないガチャの場合はポイントが貯まらない。なお、50ポイント貯まると自動的にガチャ画面に移動するためガチャ回数を貯めることはできない。
モン玉ガチャ
日々ログインやプレイするとポイントが貯まり、それに応じてガチャを引ける。ポイントはログイン時の他にクエストの消費スタミナに応じて貯まっていき、一日に貯めることのできるポイントは通常のプレイヤーの場合は300ポイント、モンパス会員は400ポイントで、日付が変わる（0:00）タイミングで貯めるポイントがリセットされ、4:00以降にログインすると100ポイント貯まる。ポイントを貯めたほうがガチャに含まれるモンスターが増え、もらえるアイテムもよりレア度の高いものとなる。2022年7月29日をもって開催終了。
ガチャリドラカード
2022年7月30日4時00分よりモン玉ガチャに代わるイベントとして開催。画面に表示されている伏せられた30枚のカードの中から好きなカードを1枚めくり、カードをめくり終えるとめくったカードに描かれた好きなキャラクターを1体もらえる。150ポイント以上貯めるとカードをめくる枚数が1枚追加され、最大で10枚、モンパス会員だとさらに2枚追加される。ポイントを貯める方法はログイン、クエストプレイ、クエストクリア回数の3パターンあり、ログインすると毎日10ポイント獲得でき、モンパス会員はさらに10ポイント獲得できる。クエストプレイでは全てのクエストクリア時に10ポイント獲得、さらにクエストを5回クリアすると100ポイント獲得できる。なお、クエストクリア回数ミッションは3日ごとに更新される。

###### ガチャリドLab.
2025年4月1日4時00分よりガチャリドラカードに代わるイベントとして開催。
モンパスガチャ
課金要素であるモンパス会員は3ヶ月に一度モンスト内で初獲得キャラかつ☆5-6が1体確定のガチャを引くことができる。
フレンドガチャ
フレンドポイントを消費し引くガチャ。フレンドガチャは低ランクキャラや一部の素材、人気キャラのおともなどのフレンドガチャ限定キャラ、コラボ期間限定でコラボキャラが低確率で排出されたりする。

### モンパス
Ver9.4で導入された定額課金要素（サブスクリプション）。獣神化素材もしくは獣竜玉なしで1回獣神化できたり3ヶ月毎に☆5-6確定ガチャが引けたり、クエストクリア時に獲得できる経験値が増えたり、一日一回オーブの使用無しでスタミナを回復できたりと様々な特典がある。月額480円。まれに非会員のプレイヤーを対象にしたお試しキャンペーンが行われることがある。なお、機種変更の際は一旦モンパスを退会させて新しい機種で再度登録する必要がある。

### モンスポット
Ver.12.0で導入された機能。端末のGPS機能を用いてスポットに向かうとアイテムが獲得できたりクエストを有利に進めるパワーを獲得できる。アイテム獲得アイコンをタップすると引っ張る画面が出現し、スポットに向けて引っ張るとゴールドやタス素材、進化素材、「オーブのカケラ」などを獲得できる。アイテムは10分経過すると再び獲得できる。オーブのカケラは100個集めるとオーブ1個に生成される。生成は1日に1回可能で、オーブのカケラをオーブ1個に生成させた状態でカケラを100個以上獲得している場合は、翌日朝4時以降に画面を開くと自動的に生成される。カケラ自体に上限はなく、999個以上獲得した場合はアプリ上では「999+」と表記される。パワー獲得ボタンをタップするとソロもしくは友達とのマルチプレイで発揮される。パワーを獲得したスポットにいる場合は何度でも発揮できるが、スポットを離れてしまうとクエスト終了時にパワーを失う。マイアンテナを取り付けた場合スポットから離れた状態でも2番目のパワーを獲得もしくはアイテムも獲得できる。LINEでのマルチプレイではマイアンテナ経由で獲得したパワーのみが発揮され、永続的に発揮される。なお、マイアンテナは翌日朝4時にリセットされる。また、特別イベント開催時にのみ期間限定で出現するモンスポットも存在する。Ver.14.1で、新たに従来のモンスポットよりも強力な効果を得ることができる「モンスポットプラス」が導入された。Ver.15.2で、獣神化したキャラクターをレベルの書なしで上限解放できる「修練の扉」が導入された。Ver.18.0より、それまでモンパス会員限定機能であった「マイスポット」が全ユーザー対象になり、モンパス会員は全てのモンスポットのパワーがモンスポットプラスに変更された。

### モンスターレンタル
自分の持っているモンスターやフレンドの持っているモンスターをそれぞれ一体まで貸し借りすることが可能。ただし貸し借りするにはGPSを起動させた上で近くで操作しなければならない。貸し借り期間は48時間までで、任意でどちらからも解除することも可能である。

### モンストの日
Ver.14.0で導入された機能およびイベントで、毎月10日、20日、30日の3回開催されている。モンスターがクエストで運極状態になるほか、モンストの日限定のラック引き換えでゲーム内アイテムと交換するなどお得なイベントとなっている。

### 守護獣
Ver.20.0で導入された機能およびサポートモンスター。『守護獣の森』と呼ばれるクエストで究極をクリアすると守護獣を入手でき、超絶クエストが解放される。コラボ作品限定の守護獣も存在する。守護獣はデッキ編成画面で編成でき、編成した状態でクエスト中に守護獣毎に設定された特定の条件を満たすとバトルをサポートする『守護獣スキル』が発動可能となり、守護獣のアイコンをタップしつつモンスターを引っ張ると発動される。守護獣スキルはクエスト中に1度しか使えず、ストライクショットと同時に発動することもできない。守護獣の強化については通常の強化素材が使えない代わりにクエスト中にドロップされる『絆のカケラ』と呼ばれるアイテムとゴールドを消費することで強化され、レベルは最大で10まで設定されており、レベル毎に絆のカケラの消費量が異なっていく。各守護獣のクエストでドロップされる絆のカケラは究極と超絶でそれぞれ200個、合計400個ドロップされ、規定のドロップ数に達するとドロップされなくなる。

## 主題歌
主題歌「ヒッパレ！モンスターストライク」
作詞 - 桑原永江 / 作曲 - 桑原理一郎 / 編曲 - 渡部チェル / 歌 - 影山ヒロノブ
イメージソング「worst end of the world」
作詞 - 桑原永江 / 作曲 - 桑原理一郎 / 編曲 - 渡部チェル / 歌 - 山形ユキオ

## コラボレーション
モンストにおけるコラボは大きく2つに分けることができる。1つは「コラボガチャ」や「コラボクエスト」などが登場し、「コラボイベント」として扱われるもので、多くの場合、ガチャではコラボ作品の主人公などの主要キャラクター、クエストではライバルなどの敵対するキャラクターが登場する。コラボキャラは原作を再現したアビリティや特有のストライクショットを持つことが多いほか、SSボイスに期限が設けられる場合がある（幽☆遊☆白書コラボ以降はほとんどが無期限で聴けるようになっている）。コラボ期間中はタイトル画面がコラボ仕様に変わるほか、タイトル画面やクエストではコラボ作品の主題歌などが流れるが、タイトル画面ではアーティストの所属事務所や所属レーベルの都合など諸般の関係で主題歌ではなくコラボ作品のBGMに差し替えられるコラボ作品もある。主にアニメ・ゲーム作品とのコラボに多く、一般的に「コラボ」という際はこちらを指すことが多い。また、コラボ作品によってはガチャは登場せずクエストのみの場合もある。もう1つはゲーム外でのキャンペーンやグッズの展開を主とし、ゲーム内ではコラボ記念のキャラやグッジョブなどの配布にとどまるもので、企業とのコラボに多い。
『SHAMAN KING』コラボ以降は「コラボスターターパック」と呼ばれる、このパックでのみ入手可能な獣神化済みのコラボキャラクター1体と各種アイテムがセットになったパックが1000円で販売されるようになり、コラボ期間中はパックもしくはログインボーナスなどで獲得できるコラボキャラクターが運極状態となる。
2022年3月時点までに多くのアニメ、ゲーム、企業とのコラボがあり、以下にそれらを挙げる。
あらいぐまラスカル
開催期間：2014年4月24日～5月30日　
Vジャンプ
開催期間：2014年5月21日～7月31日
2014年5月21日発売のVジャンプ7月特大号に付属するシリアルコードを期間中に入力することで鳥山明デザインのVジャンプオリジナルキャラ「V龍」を取得できた。
ゴジラシリーズ
開催期間：2014年7月18日～7月31日（第1弾）、2014年11月11日～11月20日（第2弾）
第1弾は『GODZILLA ゴジラ』の劇場公開、第2弾は『GODZILLA ゴジラ』のBlu-ray・DVD発売を記念して開催された。
LINE POP
開催期間：2014年8月13日～9月24日
モンスターハンターシリーズ
開催期間：2014年9月22日～10月2日
アプリゲーム『モンハン 大狩猟クエスト』とのコラボ企画。
寄生獣
開催期間：2014年11月21日～12月2日
実写映画公開およびテレビアニメ放送を記念して開催された。
ミュータント・タートルズ
開催期間：2015年2月3日～2月16日
ドラえもん
開催期間：2015年3月6日～3月20日（宇宙英雄記）、2016年3月8日～3月24日（新・日本誕生）、2017年3月7日～2017年3月23日（南極カチコチ大冒険）、2018年3月6日～2018年3月30日（宝島）、2019年3月5日～3月30日（月面探査記）、2020年3月6日～3月16日（新恐竜）
各映画の公開を記念して開催された。『新恐竜』以降は開催されていない。
エヴァンゲリオンシリーズ
開催期間：2015年5月3日～5月17日（第1弾）、2015年11月17日～11月29日（第2弾）、2017年10月6日～2017年10月13日（第3弾）、2020年5月2日～5月17日（第4弾）、2021年4月10日～4月17日（復刻）
第1弾ではモンストで初めてコラボガチャが登場したほか、初めてコラボキャラ固有の友情コンボが実装された。第3弾、第4弾ではコラボキャラにそれぞれ初めて「獣神化」、「獣神化・改」が実装された。また、『シン・エヴァンゲリオン』の劇場公開を記念して、初めて「復刻」という形式で再登場したコラボでもある。
ウルトラストリートファイターIV / ストリートファイターV
開催期間：2015年7月17日～7月26日（ウルIV）、2016年2月17日～2月28日（ストV）
コラボキャラの友情コンボ発動時にボイスが流れるという、これらのコラボ特有の仕様が実装された。
ルパン三世
開催期間：2015年9月17日～9月30日
「ルパン三世 PART IV」の放送開始を記念したコラボで、モンスト初のリアルイベント「モンストフェスティバル（モンフェス）」メインステージで発表された。
コラボ期間中、タイトル画面でアニメ版のオープニングテーマ『ルパン三世のテーマ』が使用された。
聖闘士星矢
開催期間：2016年5月2日～5月13日
『聖闘士星矢』生誕30周年を記念したコラボで、週刊少年ジャンプ原作の作品としては初のコラボ作品。
コラボ期間中、タイトル画面でアニメ版の初代オープニングテーマ『ペガサス幻想』が使用された。
ウルトラシリーズ
開催期間：2016年7月15日～7月26日
シリーズ放送開始50周年を記念したコラボ。
ゴジラ対エヴァンゲリオン
開催期間：2016年8月2日～8月12日
『シン・ゴジラ』の劇場公開記念、及びこれを記念して始動したゴジラシリーズとエヴァンゲリオンシリーズのコラボ兼応援プロジェクトとのコラボ。
マーベルツムツム
開催期間：2016年9月16日～10月2日
モンストと同じくXFLAGが当時配信していた『マーベルツムツム』とのコラボで、XFLAGのゲーム作品としては初の両作品コラボとなった。コラボ期間にはモンストのキャラクターのコラボぬいぐるみがディズニーストアで販売された。
幽☆遊☆白書
開催期間：2016年11月17日～11月29日（第1弾）、2017年5月2日～5月13日（第2弾）
プレミアムガチャが実装されたコラボとして初めて第2弾が開催された。本コラボ以降、進化前のコラボキャラのボイスの最後の部分が一部コラボを除いて『ストライクショット！』に統一された。
コラボ期間中、タイトル画面においてアニメ版のオープニングテーマ『微笑みの爆弾』が使用されたほか、又吉直樹と椿鬼奴が出演し戸愚呂兄、戸愚呂姉（オリジナル）に扮するテレビCMが放送された。
リアル脱出ゲーム
開催期間：2016年12月9日～2017年3月26日
SCRAP主催の体験型謎解きゲームイベント『リアル脱出ゲーム』とのコラボとして『時空王女ラビリンスからの脱出』がSCRAP直営のリアル脱出ゲーム常設スタジオ「原宿ヒミツキチオブスクラップ」「名古屋ヒミツキチオブスクラップ」「大阪ヒミツキチオブスクラップ」、常設店舗「アジトオブスクラップ札幌大通」「アジトオブスクラップ福岡天神」の5都市で約2ヶ月のロングラン開催され、開催期間中に全国16都市を巡回した。
イベントクエストをプレイしながら様々な謎を解き明かし、1時間以内にラビリンス城からタイムジュエルを奪還（脱出）することがクリア条件。
ファイナルファンタジーシリーズ
開催期間：2017年2月17日～2月27日（第1弾）、2018年2月2日～2月13日（第2弾）
シリーズ生誕30周年を記念したコラボ。『ファイナルファンタジー レコードキーパー』ともコラボした。
パイレーツ・オブ・カリビアン
開催期間：2017年6月23日～7月12日
シリーズ第5作公開を記念したコラボで、初の実写映画とのコラボとなった。
鋼の錬金術師
開催期間：2017年7月14日～7月30日（第1弾）、2023年2月12日～3月2日（第2弾）
『鋼の錬金術師 FULLMETAL ALCHEMIST』とのコラボで、声優もそれに準拠している。第1弾は「XFLAG PARK 2017」メインステージにて発表された。
コラボ期間中、タイトル画面ではアニメ版の初代オープニングテーマ『again』が使用された。
〈物語〉シリーズ
開催期間：2017年8月8日～9月4日
TVアニメ『終物語』完結編二夜連続スペシャル放送を記念したコラボ。唯一コラボキャラが10連ガチャの「おまけ」で排出された。
七つの大罪
開催期間：2017年9月15日～9月29日（聖戦の予兆）、2020年11月14日〜12月2日（憤怒の審判）
TVシリーズ第2期『七つの大罪 戒めの復活』、TVシリーズ第4期『七つの大罪 憤怒の審判』の放送決定を記念したコラボ企画。
コラボ期間中、タイトル画面において第1弾ではアニメ版の第1期初代オープニングテーマ『熱情のスペクトラム』、第2弾では第2期初代オープニングテーマ『howling』が使用された。
西武鉄道
開催期間：2017年10月6日～11月10日
電撃文庫
開催期間：2017年10月17日～11月2日
ライトノベルレーベルの電撃文庫創刊25周年を記念したコラボで、ライトノベル作品のコラボとしては最多数の作品が登場した。
本コラボで登場した電撃文庫作品は以下の通り。
- 『俺の妹がこんなに可愛いわけがない』
- 『灼眼のシャナ』
- 『ソードアート・オンライン』
- 『デュラララ!!』
- 『とある科学の超電磁砲』
- 『とある魔術の禁書目録』
- 『とらドラ!』
- 『魔法科高校の劣等生』

HUNTER×HUNTER
開催期間：2017年11月17日～11月29日（第1弾）、2019年11月15日～12月2日（第2弾）
アニメ第2作（2011年版）とのコラボで、声優もそれに準拠している。
コラボ期間中、タイトル画面でアニメ版のオープニングテーマ『departure!』が使用された。初めてコラボの一部降臨キャラに「獣神化」が実装された。
スター・ウォーズシリーズ
開催期間：2018年4月13日～4月28日
銀魂
開催期間：2018年5月2日～5月14日（第1弾）、2019年9月2日～9月14日（第2弾）、2022年1月8日〜1月15日（復刻）
コラボ第1弾の期間中には主要キャラクターが『行き過ぎた行為をしたとしてCMが差し替えられた』という設定で24時間謝罪対応する自動音声によるお問い合わせ電話窓口が設置され、開設からわずか5日間で13万6000件の問い合わせが殺到した。
コラボ第2弾開催を記念してコラボアニメも制作された。
ソードアート・オンライン
開催期間：2018年7月13日～7月30日（第1弾）、2020年7月17日～8月2日（第2弾）、2023年8月13日～9月2日（夏休みSPコラボ）
第1弾は「XFLAG PARK2018」メインステージにて発表された。第2弾はTVアニメ「ソードアート・オンライン アリシゼーション War of Underworld」第二部の放送開始を記念して開催。モンスト公式YouTubeチャンネルで生配信されたオンラインイベント「MONST FREAK 2020 ～宴～」内の「モンストニュース」で発表された。
コラボ期間中、タイトル画面において第1弾と夏休みSPコラボではアニメ版第1期『アインクラッド編』のオープニングテーマ『crossing field』が、第2弾ではアニメ版第3期『アリシゼーション編』の初代オープニングテーマ『ADAMAS』が使用された。
るろうに剣心 -明治剣客浪漫譚-
開催期間：2018年8月17日～8月30日
コラボ期間中、タイトル画面でアニメ版の初代オープニングテーマ『そばかす』が使用された。
ミッキーマウス
開催期間：2018年9月14日～9月29日
ミッキーマウス生誕90周年を記念したコラボ。
美少女戦士セーラームーン
開催期間：2018年11月16日～11月29日
『美少女戦士セーラームーンCrystal』とのコラボで、クエスト挑戦時の挿入アニメや声優は「Crystal」本編と同様だが、キャラクターのデザインは旧テレビアニメ版を踏襲している。初の少女漫画とのコラボ。
コラボ期間中、タイトル画面でももいろクローバーZによる『ムーンライト伝説』のカバーバージョンが使用された。
カズレーザーと安藤なつ、ryuchell、モデルの多屋来夢が出演しセーラー戦士に扮するCMが放送された。
ショートムービーアプリ「TikTok」では、「ムーンライト伝説」をBGMに設定しての「TikTok #セラモンダンス キャンペーン」も実施された。
シティーハンター
開催期間：2019年1月17日～2月2日
『劇場版シティーハンター <新宿プライベート･アイズ>』公開を記念したコラボ。
コラボ期間中、タイトル画面においてアニメ版第1期の初代オープニングテーマ『City Hunter〜愛よ消えないで〜』が使用された。
また、劇場版本編の1シーンではモンストのゲーム画面が登場し、エンドロールにはタイアップ協力としてXFLAGがクレジットされている。
遊☆戯☆王デュエルモンスターズ
開催期間：2019年2月15日～3月2日
遊☆戯☆王オフィシャルカードゲーム発売20周年を記念したコラボ企画。
コラボ期間中、タイトル画面においてアニメ版の初代オープニングテーマ曲『voice』が使用された。
BLEACH
開催期間：2019年5月2日～5月14日（第1弾）、2021年9月2日～9月17日（第2弾）
SSボイスについては第1弾開催時は期限が設けられていたが、第2弾開催時に無期限に変更された。
コラボ企画としては珍しく、タイトル画面やクエスト挑戦時にコラボ作品の主題歌などのBGMは使用されず、モンストのBGMをロック（第1弾）、オーケストラ（第2弾）風にアレンジしたバージョンが使用された。
プロメア
開催期間：2019年6月4日～6月17日
XFLAGが製作に参加した『プロメア』の映画公開を記念したコラボで、『プロメア』やその主要スタッフが製作したテレビアニメ『天元突破グレンラガン』、『キルラキル』のキャラクターが登場した。
アントニオ猪木
2019年6月のモンストの日限定のイベントクエストでCM出演したアントニオ猪木がゲーム内に登場した。
僕のヒーローアカデミア
開催期間：2019年7月17日～7月30日（第1弾）、2020年9月2日～9月17日（第2弾）
2019年10月のテレビアニメ第4期放送決定及び劇場版第2作『僕のヒーローアカデミア THE MOVIE ヒーローズ:ライジング』公開決定、2021年3月のテレビアニメ第5期放送決定を記念したコラボ。第1弾は「XFLAG PARK2019」メインステージにて発表された。
コラボ期間中、タイトル画面で第1弾ではアニメ版の第1期オープニングテーマ『THE DAY』、第2弾では第4期オープニングテーマ『ポラリス』が使用された。
妖怪ウォッチ ぷにぷに
開催期間：2019年10月11日～10月25日
『MONSTER STRIKE 6th Anniversary Party』内のモンストニュースで発表された。
クエスト挑戦時のBGMとして使用されている『ゲラゲラポーのうた』はHardBirdsによるカバーバージョン（『妖怪ウォッチ4 ぼくらは同じ空を見上げている』オープニングテーマ）である。
鬼滅の刃
開催期間：2020年2月14日～3月2日（第1弾）、2022年3月15日～4月2日（第2弾）、2023年7月14日～8月2日 （第3弾）
第1弾は『MONSTER STRIKE de PARTY』内のモンストニュースで発表され、後日のモンストニュースで詳細が発表された。
第2弾は『無限列車編』と『遊郭編』とのコラボ。
第3弾は『刀鍛冶の里編』のコラボ。
コラボ期間中、タイトル画面において第1弾ではアニメ版第1期『竈門炭治郎 立志編』のオープニングテーマ『紅蓮華』が、第2弾ではアニメ版第2期『遊郭編』のオープニングテーマ『残響散歌』、第3弾ではアニメ版第3期『刀鍛冶の里編』のオープニングテーマ『絆ノ奇跡』が使用された。
FAIRY TAIL
開催期間：2020年3月16日～4月2日
Twitterキャンペーン「モンストあるある」内で、T.M.Revolution（西川貴教）に扮したレイザーラモンRGが「HOT LIMIT」に乗せてモンストあるあるを披露する形で発表された。
くっきー!（野性爆弾）・はじめしゃちょー
モンスト内のイベント『怪物的熱狂創造夏祭』の一環として2人がプロデュースしたイベントクエストが開催。
進撃の巨人
開催期間：2020年10月5日～10月18日（第1弾）、2023年5月1日〜5月16日（第2弾）
オンラインイベント『XFLAG PARK 2020 MONSTER STRIKE 7TH ANNIVERSARY EDITION』内のモンストニュースで発表され、コラボ作品としては初めて発表翌日のAM0:00からコラボが開始された。コラボ期間中、タイトル画面で第1弾ではアニメ版第1期の初代オープニングテーマ『紅蓮の弓矢』、第2弾では第4期（The Final season）part2のオープニングテーマ『The Rumbling』が使用された。
ワールドトリガー
開催期間：2021年2月2日～2月16日（第1弾）、2022年2月12日〜3月2日（第2弾）
オンラインイベント『モンパ6th』内のモンストニュースで発表され、後日のモンストニュースでコラボの詳細が発表された。初めてコラボ守護獣が実装された。
コラボ期間中、タイトル画面で第1弾ではアニメ版第1期の初代オープニングテーマ『GIRIGIRI』が、第2弾ではアニメ版第2期のオープニングテーマ『Force』が使用された。
るーみっくわーるど
開催期間：2021年3月2日～3月14日
漫画家・高橋留美子原作作品アニメとのコラボ。
コラボ期間中、タイトル画面において『うる星やつら』のアニメ版の初代オープニングテーマ『ラムのラブソング』が使用された。また、クエスト挑戦時では『らんま1/2』のアニメ版の初代オープニングテーマ『じゃじゃ馬にさせないで』や、『犬夜叉』のアニメ版のオープニングテーマ『Grip!』もそれぞれ使用されている。
本コラボで登場した作品は以下の通り。
- 『うる星やつら』
- 『めぞん一刻』
- 『らんま1/2』
- 『犬夜叉』
- 『境界のRINNE』

仮面ライダーシリーズ
開催期間：2021年3月14日～4月2日
シリーズ放送開始50周年を記念したコラボで、特撮作品とのコラボはウルトラマンシリーズ以来約5年振りであり、特撮作品としては最多の作品が登場し、なおかつガチャならびに降臨の登場キャラクターは全て主役の仮面ライダーで統一されたが、SS発動時は原作での必殺技使用時の効果音をボイス代わりにしている。
コラボ期間中、タイトル画面で当時放送されていた『仮面ライダーセイバー』の主題歌『ALMIGHTY〜仮面の約束 feat.川上洋平』が使用された。
本コラボで登場した仮面ライダー作品は以下の通り。
- 『仮面ライダー』
- 『仮面ライダーBLACK』
- 『仮面ライダーBLACK RX』
- 『仮面ライダークウガ』
- 『仮面ライダー龍騎』
- 『仮面ライダー電王』
- 『仮面ライダーディケイド』
- 『仮面ライダーオーズ/OOO』
- 『仮面ライダービルド』
- 『仮面ライダージオウ』
- 『仮面ライダーゼロワン』
- 『仮面ライダーセイバー』

呪術廻戦
開催期間：2021年5月2日～5月17日（第1弾）、2022年1月22日～2月2日（復刻）、2024年1月16日〜2月2日（第2弾）
第1弾は『モンストグランプリ2021 ジャパンチャンピオンシップ 中部予選大会』会場で生配信された『モンストニュース』で発表され、後日のモンストニュースで詳細が発表された。『劇場版 呪術廻戦0』の映画公開を記念した復刻では、乙骨憂太ら劇場版のキャラクターがガチャとクエストで追加された。第2弾はアニメ第2期『渋谷事変』編とのコラボ。
コラボ期間中、タイトル画面において第1弾では前半（5月2日 - 5月8日）にアニメ版の初代オープニングテーマ『廻廻奇譚』が、後半（5月8日 - 5月17日）に2代目オープニングテーマ『VIVID VICE』が使用された。
ラブライブ!サンシャイン!!
開催期間：2021年6月26日～7月2日
ガチャではAqoursのメンバーが『超・獣神祭』のラインナップに加わり、降臨ではモンストのスピンオフプロジェクト『モンソニ！』のユニット・Angely DivaとTwo for allがAqoursの楽曲とコラボして登場。また、本コラボ用に書き下ろされたAqoursの楽曲『KU-RU-KU-RU Cruller!』がタイトル画面やコラボクエストのBGMとして使用された。
DRAGON QUEST -ダイの大冒険-
開催期間：2021年7月15日〜8月2日
アニメ第2作目（2020年版）とのコラボで、声優もそれに準拠している。
コラボ期間中、タイトル画面でアニメ版の初代オープニングテーマ『生きるをする』が使用された。
Dr.STONE
開催期間：2021年8月2日～8月31日
『秘海の冒険船』内でコラボクエストが開催された。
コラボ期間中、タイトル画面でアニメ版第1期の初代オープニングテーマ『Good Morning World!』が使用された。
Re:ゼロから始める異世界生活
開催期間：2021年10月4日～10月19日（第1弾）、2022年12月16日～2023年1月2日（クリスマスSPコラボ）
アニメ放送5周年を記念したコラボ。『MONST FREAK 2021 8th Anniversary Party』内のモンストニュースで発表され、発表翌日のAM0:00に開始された。
クリスマスSPコラボでは、コラボキャラとしては初めてクリスマス仕様のαバージョンのキャラが登場した。
コラボ期間中、タイトル画面で第1弾ではアニメ版第1期の初代オープニングテーマ『Redo』が、クリスマスSPコラボではアニメ版第2期の初代オープニングテーマ『Realize』が使用された。
SHAMAN KING
開催期間：2021年11月14日～12月2日
アニメ第2作目（2021年版）とのコラボで、声優もそれに準拠している。
コラボ期間中、タイトル画面でアニメ版の初代オープニングテーマ『Soul salvation』が使用された。
名探偵コナン
開催期間：2022年5月1日～5月15日(第1弾)、2025年5月1日〜2025年5月16日(第2弾)
第1弾は劇場版『名探偵コナン ハロウィンの花嫁』とのコラボ。
『MINI PARK 2022』大阪会場で生配信されたモンストニュースで発表され、後日のモンストニュースでコラボの詳細が発表された。
第2弾は劇場版『名探偵コナン 隻眼の残像』とのコラボ。
SPY×FAMILY
開催期間：2022年5月27日～6月2日(第1弾)、2023年12月15日〜2024年1月2日(第2弾)
ガチャでは主要キャラが『超・獣神祭』のラインナップに加わった。
第2弾は『劇場版 SPY×FAMILY CODE: White』とのコラボ。
ジョジョの奇妙な冒険
開催期間：2022年7月15日～8月2日（第1弾）、2023年10月15日〜11月2日（第2弾）、2025年1月13日〜2月2日（第3弾）
アニメ第5期とのコラボで、声優もそれに準拠している。
コラボ期間中、タイトル画面でアニメ版のオープニングテーマ『STONE OCEAN』、第2弾ではオープニングテーマ『ジョジョ その血の記憶〜end of THE WORLD〜』が、第3弾では、オープニングテーマ『裏切り者のレクイエム』が使用された。
ONE PIECE
開催期間：2022年8月20日～8月31日
劇場版『ONE PIECE FILM RED』とのコラボ。
コラボ期間中、タイトル画面で劇場版の主題歌『新時代 (ウタ from ONE PIECE FILM RED)』が使用され、クエスト挑戦時ではアニメ版の初代オープニングテーマ『ウィーアー!』が使用された。
TIGER & BUNNY
開催期間：2022年9月2日～9月17日
アニメ第2期『TIGER & BUNNY 2』とのコラボ。
コラボ期間中、タイトル画面で『TIGER & BUNNY 2』のオープニングテーマ『kaleido proud fiesta』が使用された。
魔法少女まどか☆マギカ
開催期間：2022年10月2日～10月17日(第1弾)、2024年8月16日～8月31日(夏休みSPコラボ)
『劇場版 魔法少女まどか☆マギカ [前編]始まりの物語 / [後編]永遠の物語』『劇場版 魔法少女まどか☆マギカ [新編]叛逆の物語』とのコラボ。
コラボ期間中、タイトル画面でアニメ版のオープニングテーマ『コネクト』が使用された。
チェンソーマン
開催期間：2022年11月1日～11月18日
コラボ作品としては珍しく、放映期間中のコラボとなった。
ガンダムシリーズ
開催期間：2023年1月14日～1月31日（第1弾）、2024年2月16日〜3月2日（第2弾）、2024年10月1日〜10月16日（第3弾）
『ガンダムシリーズ』として第1弾・第3弾、また第2弾では劇場版『機動戦士ガンダムSEED FREEDOM』単独でのコラボも実施。
コラボ期間中のタイトル画面で、第1弾ではシリーズ第1作『機動戦士ガンダム（ファーストガンダム）』のオープニングテーマ『翔べ! ガンダム』、第3弾では『機動武闘伝Gガンダム』のオープニングテーマ『FLYING IN THE SKY』、第2弾では劇場版の主題歌『FREEDOM』が使用され、クエスト挑戦時には劇場版の挿入歌『Meteor -ミーティア-』が使用された。
本コラボで登場したガンダムシリーズ作品は以下の通り。
- 『機動戦士ガンダム』
- 『機動戦士ガンダム 第08MS小隊』
- 『機動戦士ガンダム0083 STARDUST MEMORY』
- 『機動戦士Ζガンダム』
- 『機動戦士ガンダムΖΖ』
- 『機動戦士ガンダム 逆襲のシャア』
- 『機動戦士ガンダム 逆襲のシャア ベルトーチカ・チルドレン』
- 『機動戦士ガンダムUC』
- 『機動戦士ガンダム 閃光のハサウェイ』
- 『機動戦士ガンダムF91』
- 『機動戦士Vガンダム』
- 『機動武闘伝Gガンダム』
- 『新機動戦記ガンダムW』
- 『新機動戦記ガンダムW Endless Waltz』
- 『機動新世紀ガンダムX』
- 『∀ガンダム』
- 『機動戦士ガンダムSEED』
- 『機動戦士ガンダムSEED DESTINY』
- 『機動戦士ガンダムSEED FREEDOM』
- 『機動戦士ガンダム00』
- 『機動戦士ガンダム 鉄血のオルフェンズ』
- 『機動戦士ガンダム 水星の魔女』

転生したらスライムだった件
開催期間：2023年3月17日～4月2日（第1弾）、2025年2月15日〜3月2日（第2弾）
コラボ期間中、タイトル画面でアニメ版の第1期オープニングテーマ『Nameless Story』が使用された。
かぐや様は告らせたい
開催期間：2023年4月8日〜4月15日
『かぐや様は告らせたい-ファーストキッスは終わらない-』とのコラボで、コラボ期間中、タイトル画面で『かぐや様は告らせたい-ファーストキッスは終わらない-』のオープニングテーマ『Love is Show』が使用された。
ガチャでは主要キャラが『激・獣神祭』のラインナップに加わった。
地獄楽
開催期間：2023年6月24日〜7月2日
コラボ期間中、タイトル画面でアニメ版のオープニングテーマ『W●RK』が使用された。
ガチャでは主要キャラが『超・獣神祭』のラインナップに加わった。
キングダム
開催期間：2023年9月1日～9月16日
コラボ期間中、タイトル画面でアニメ版の第3期オープニングテーマ『TOMORROW』が使用された。
東京リベンジャーズ
開催期間：2023年10月1日～10月15日
コラボ期間中、タイトル画面でアニメ版の初代オープニングテーマ『Cry Baby』が使用された。
陰の実力者になりたくて！
開催期間：2023年11月19日〜12月2日
コラボ期間中、タイトル画面でアニメ版の第1期オープニングテーマ『HIGHEST』が使用された。
炎炎ノ消防隊
開催期間：2024年3月15日～4月2日
コラボ期間中、タイトル画面でアニメ版の第1期オープニングテーマ『インフェルノ』が使用された。
葬送のフリーレン
開催期間：2024年4月6日～4月13日
コラボ期間中、タイトル画面でアニメ版の初代オープニングテーマ『勇者』が使用された。
ガチャでは主要キャラが『激・獣神祭』のラインナップに加わった。
東京喰種トーキョーグール
開催期間：2024年5月1日～5月17日
コラボ期間中、タイトル画面でアニメ版の第1期オープニングテーマ『unravel』が使用された。
怪獣8号
開催期間：2024年6月14日〜7月2日
コラボ期間中、タイトル画面でアニメ版オープニングテーマ『Abyss』が使用された。
【推しの子】
開催期間：2024年7月15日～8月4日
コラボ期間中、タイトル画面でアニメ版の第1期オープニングテーマ『アイドル』が使用された。
シャングリラ・フロンティア
開催期間：2024年9月14日〜9月30日
五等分の花嫁
開催期間：2024年10月26日〜11月5日
ガチャでは主要キャラが『超・獣神祭』のラインナップに加わった。
夜桜さんちの大作戦
開催期間：2024年11月15日～12月2日
コラボ期間中、タイトル画面でアニメ版の第1期後期オープニングテーマ『Secret Operation』が使用された。
とある科学の超電磁砲
開催期間：2024年12月13日～12月31日
コードギアス 反逆のルルーシュ
開催期間：2025年3月15日〜4月2日
2.5次元の誘惑
開催期間：2025年4月13日〜4月30日
ぼっち・ざ・ろっく
開催期間：2025年5月24日〜6月2日
薬屋のひとりごと
開催期間：2025年6月14日〜6月23日

## 評価・受賞歴
- Yahoo!検索大賞2014年（2015年と2年連続受賞）[198][199]。同年に同賞SPECIAL部門を受賞したHIKAKINはM4としてモンスターストライク公式生放送に挑戦者の一人として参加していた（現在は脱退）。
- ファミ通アワード2014特別賞ムーブメント賞[200]
- AppBankが選ぶ2014年ベストアプリ1位[201]
- モバイルプロジェクト・アワード2014モバイルコンテンツ部門最優秀賞[202]
- Google Play ベストゲーム2014[203]
- 2014年のパブリッシャートップ52 世界8位
- ブランド オブ・ザ・イヤー2014 41位[204]
- 日本ゲーム大賞2015特別賞[205]
- Yahoo!検索大賞2015年[198][199]
- 2015年のパブリッシャートップ52 世界3位[206]。2015年は前年の8位から急上昇して3位
- ファミ通アワード2015優秀賞[207]
- 2015消費者を動かしたCM展開 特別賞8選[208]
- 2016年Top Publisher Awards　世界収益ランキング6位[209]
- ファミ通アワード2016優秀賞[210]
- アマゾンアプリストアランキング大賞　2017上半期・年間1位[211][212]
- Google Play五周年ゲームトップインストールランキング2位[213]
- BEST OF 2017トップゲームランキング3位[214]
- ブランド オブ・ザ・イヤー2017 消費者を動かしたCM展開[215]
- Twitterにおける2017最も使われたハッシュタグ1位[216]
- アジア最大級の広告祭「ADFEST 2018」のMEDIA部門で2つのゴールドを受賞[217]
- ファミ通アワード2017優秀賞[218]
- アマゾンランキング大賞2018上半期Androidアプリストア1位[212]。2017年の年間大賞に引き続き1位

## 派生タイトル
モンスターストライク スタジアム
モンストのシステムを利用したアプリでRPG性はなくクリアタイムなどを争う別アプリである。通称「モンストスタジアム」。使えるモンスターは完全一致ではないがほぼ同じであり共通している。このゲームを使用した全国規模のeスポーツ大会「モンストグランプリ」が行われており、賞金総額1億円、優勝賞金4000万円など白熱している。
2025年3月27日、モンストグランプリが「モンストグランプリ2025」の開催をもって終了することが発表され、それに伴い「モンスターストライクスタジアム」も2025年の年末を目途にサービス終了が予定されている。
モンスターストライク MULTI BURST
2015年3月19日より稼働を開始したアーケードゲーム。パブリッシングおよび共同開発として当時アーケードゲームを手掛けていたコナミデジタルエンタテインメントが参加。なお、コナミグループのアーケードゲーム事業は2016年11月1日付でコナミアミューズメントへ移管されている。本家アプリと連動キャラクターもいた。
最大4人で2対2のタッグバトルが可能であり、新要素として「スキルカード」が導入されている。
プレーにはe-AMUSEMENT PASSの使用が推奨される（PASSなしの"お試しプレー"も可能）。PASS使用時のゴールド残額は、一般的なメダルゲームと同様に店舗ごとの個別管理となるため、コナミアミューズメントはメダルゲームに分類している（しかしメダルゲーム用のメダルは使えない）。
2017年7月20日をもって稼働終了。一部店舗ではメダルゲーム「フィーチャープレミアム」にコンバートが行われた。
モンスターストライク (3DS版)
ニンテンドー3DS用ソフトとして2015年12月17日に発売。後述するアニメ版をベースとしたストーリーモードを追加。キャラクターデザインは『逆転裁判』シリーズでキャラクターデザインを手掛けた岩元辰郎が担当する。探索やストーリーなどのRPG要素を盛り込んだ作品。2015年10月10日よりYouTubeで配信される『アニメ モンスターストライク』と連動しており、アニメに登場するキャラクターや世界感で楽しめる。ダウンロード版もある(2021年1月29日配信終了)。
モンスターストライク カードゲーム
最大4人で遊べるトレーディングカードゲーム「モンスターストライク カードゲーム」が2018年3月2日に発売された。
モンストドリームカンパニー
モンストのキャラクターたちが、それぞれの特徴や能力を活かした職業に就いた姿で活躍する公式スピンオフゲーム。2019年9月6日サービス開始。最大4人で遊べるカジュアルな「ひっぱりすごろくゲーム」。プレイヤーはライバル企業との「ダイスバトル」などでゴールドを稼ぎ、キャラクターを採用し、最高の企業「ドリームカンパニー」を目指す。
2020年5月29日をもってサービスを終了した。
モンスターストライク ゴーストスクランブル
モンストのキャラクターたちがオバケ退治をする公式スピンオフゲームの一作。
2022年7月19日サービス開始、2024年2月13日サービス終了。
スピードラッシュランナーズ
公式スピンオフの一作となるアクションゲーム。ディー・エル・イー子会社のちゅらっぷすが開発を担当する。
2023年2月2日サービス開始、2024年2月16日サービス終了。
タワーオブスカイ
公式スピンオフの一作となる積み上げタワーパズルRPG。
2023年2月28日サービス開始、2024年3月26日サービス終了。
ミステリーレコード
公式スピンオフの一作となる協力謎解きアドベンチャー。SCRAP・Tumbleweed・東京大学AnotherVisionが制作協力、漫画家の麻生羽呂が世界観監修として参加。
2023年3月30日サービス開始、2024年3月26日サービス終了。
キュービックスターズ
公式スピンオフの一作となるジャイロシューティングRPG。
2023年5月23日サービス開始、2024年5月27日サービス終了。
ゴールドラッシュバトラー
公式スピンオフの一作となるカードバトル型ボードゲーム。2023年7月19日サービス開始、2024年3月26日サービス終了。
モンソニ！
公式スピンオフの一作となる音楽ゲーム。
2024年5月29日サービス開始。
フェスティバトル
公式スピンオフの一作となるチームアクションゲーム。コロプラとの共同開発作品で、同社の人気タイトル「白猫プロジェクト」及びその派生シリーズのキャラとモンストのキャラが登場する。
2024年8月30日サービス開始。

## アニメ
Webアニメとして2016年に配信を開始し、2020年までに第3期まで製作されている。
また、劇場版が第3作まで製作されているほか、複数のスピンオフアニメがWebアニメとして公開されている。

### パンドラとアクビ
キャスト
- パンドラ - 小倉唯
- アクビ - 天城サリー
- ルイーズ（ドロンジョ）- 甲斐田裕子
- 三船剛 - 吉野裕行
- ブライキング・ボス - 天田益男
- カンタ - 田村睦心
- グズラ - 江原正士
- ゲルサドラ - 津田健次郎

スタッフ
- 原作 - XFLAG、タツノコプロ
- アニメーション制作 - BAKKEN RECORD

## 書誌情報

### ムック
- 『モンストWalker』 KADOKAWA〈ウォーカームック〉、既刊2冊
  1. 2014年10月17日発売[242]、ISBN 978-4-04-731660-7
  2. 2015年3月19日発売[243]、ISBN 978-4-04-731727-7
- 『モンスターマガジン No.00 準備号』 KADOKAWA〈モンスターマガジン〉、2015年2月5日発売[244]、ISBN 978-4-04-730199-3
- 『モンスターマガジン』 KADOKAWA〈モンスターマガジン→エンターブレインムック→Gzブレインムック〉、既刊38冊
  1. 2015年4月23日発売[245]、ISBN 978-4-04-733015-3
    - 「ローソン版」同日発売[246]
    - 「セブンイレブン版」同日発売[247]

  2. 2015年5月28日発売[248]、ISBN 978-4-04-733024-5
  3. 2015年6月25日発売[249]、ISBN 978-4-04-733035-1
  4. 2015年8月6日発売[250]、ISBN 978-4-04-733048-1
  5. 2015年8月27日発売[251]、ISBN 978-4-04-733058-0
  6. 2015年10月15日発売[252]、ISBN 978-4-04-733076-4
  7. 2015年11月26日発売[253]、ISBN 978-4-04-733090-0
  8. 2015年12月17日発売[254]、ISBN 978-4-04-733091-7
  9. 2015年12月28日発売[255]、ISBN 978-4-04-733108-2
  10. 2016年2月18日発売[256]、ISBN 978-4-04-733119-8
  11. 2016年3月10日発売[257]、ISBN 978-4-04-733127-3
  12. 2016年3月31日発売[258]、ISBN 978-4-04-733145-7
  13. 2016年5月26日発売[259]、ISBN 978-4-04-733158-7
  14. 2016年6月30日発売[260]、ISBN 978-4-04-733164-8
  15. 2016年7月28日発売[261]、ISBN 978-4-04-733093-1
  16. 2016年8月31日発売[262]、ISBN 978-4-04-733180-8
  17. 2016年9月29日発売[263]、ISBN 978-4-04-733185-3
  18. 2016年10月31日発売[264]、ISBN 978-4-04-733199-0
  19. 2016年11月24日発売[265]、ISBN 978-4-04-733208-9
  20. 2016年12月28日発売[266]、ISBN 978-4-04-733223-2
  21. 2017年1月6日発売[267]、ISBN 978-4-04-733227-0
  22. 2017年2月23日発売[268]、ISBN 978-4-04-733238-6
  23. 2017年3月30日発売[269]、ISBN 978-4-04-733252-2
  24. 2017年4月27日発売[270]、ISBN 978-4-04-733256-0
  25. 2017年5月31日発売[271]、ISBN 978-4-04-733257-7
  26. 2017年6月29日発売[272]、ISBN 978-4-04-733267-6
  27. 2017年7月27日発売[273]、ISBN 978-4-04-733279-9
  28. 2017年8月31日発売[274]、ISBN 978-4-04-733282-9
  29. 2017年10月12日発売[275]、ISBN 978-4-04-733291-1
  30. 2017年11月30日発売[276]、ISBN 978-4-04-733301-7
  31. 2017年12月26日発売[277]、ISBN 978-4-04-733309-3
  32. 2018年1月31日発売[278]、ISBN 978-4-04-733313-0
  33. 2018年2月22日発売[279]、ISBN 978-4-04-733321-5
  34. 2018年3月29日発売[280]、ISBN 978-4-04-733329-1
  35. 2018年6月30日発売[281]、ISBN 978-4-04-733341-3
  36. 2018年8月28日発売[282]、ISBN 978-4-04-733356-7
  37. 2018年10月18日発売[283]、ISBN 978-4-04-733363-5
  38. 2018年12月29日発売[284]、ISBN 978-4-04-733378-9
- 株式会社ミクシィ（監修）『モンストNewtype vol.01』KADOKAWA、2015年10月15日発売[285]、ISBN 978-4-04-103784-3
- 『別冊てれびげーむマガジン スペシャル モンスターストライク スペシャル号』KADOKAWA、2015年12月24日発売[286]、ISBN 978-4-04-733107-5
- XFLAGスタジオ（監修）『アニメ モンスターストライク ファンブック』宝島社、2016年3月19日発売[287]、ISBN 978-4-8002-5177-0
- XFLAGスタジオ『アニメ モンスターストライク ビジュアルガイドブック』学研プラス、2016年4月1日発売[288]、ISBN 978-4-05-611043-2
- 『モンスターストライク THE MOVIE はじまりの場所へ 公式ビジュアルガイド』東京ニュース通信社、2016年12月10日発売、ISBN 978-4-8633-6612-1

### 漫画
- 緒方雄一 『モンスターストライク4コマ モンコマ』 KADOKAWA、2014年9月4日発売[289]、ISBN 978-4-04-729922-1
- XFLAG™ スタジオ（監修） / 藤原ちづる（漫画） 『モンスターストライクと行く 爆絶！ 人体のアドベンチャー』 宝島社、2019年2月15日発売[290]、ISBN 978-4-8002-8469-3
- 八守りょう『モンスターストライク バーストファンタジスタ』集英社〈ジャンプコミックス〉、全2巻（『最強ジャンプ』2023年6月号[291] - 2024年5月号連載[292]）
  1. 2023年12月4日発売[293]、ISBN 978-4-08-883770-3
  2. 2024年6月4日発売[294]、ISBN 978-4-08-884086-4
- 矢村いち『モンスターストライク 下町ハローワールド』秋田書店〈少年チャンピオンコミックス（チャンピオンクロス）〉、既刊4巻（『チャンピオンクロス』2025年4月8日[295] - 連載中）
  1. 2024年11月8日発売[296]、ISBN 978-4-253-29681-6
  2. 2024年12月6日発売[297]、ISBN 978-4-253-29682-3
  3. 2025年4月8日発売[298]、ISBN 978-4-253-29683-0
  4. 2025年7月8日発売[299]、ISBN 978-4-253-29684-7

### 小説

#### 児童書
- XFLAG™ スタジオ（原作） / 岸本卓（脚本） / 相羽鈴（著） 『モンスターストライク THE MOVIE はじまりの場所へ』 集英社〈集英社みらい文庫〉、2016年12月9日発売[300]、ISBN 978-4-08-321348-9
- XFLAG™ スタジオ（原作） / 加藤陽一・後藤みどり（脚本） / 相羽鈴（著） 『モンスターストライク アニメスペシャル ノベライズ -君を忘れない-』 集英社〈集英社みらい文庫〉、2017年12月22日発売[301]、ISBN 978-4-08-321415-8
- XFLAG™ スタジオ（原作） / 高瀬美恵（著） / オズノユミ（絵） 『モンスターストライク』 KADOKAWA〈角川つばさ文庫〉、既刊3冊
  - 「疾風迅雷ファルコンズ誕生!!」2017年12月15日発売[302]、ISBN 978-4-04-631745-2
  - 「最強プレイヤー決定戦!!」2018年6月15日発売[303]、ISBN 978-4-04-631817-6
  - 「闇の決勝大会、開幕!!」2019年1月15日発売[304]、ISBN 978-4-04-631873-2
- XFLAG™ スタジオ（原作） / 相羽鈴（著） / 希姫安弥（絵） 『モンスト三銃士 ダルタニャンの冒険！』 集英社〈集英社みらい文庫〉、2018年5月24日発売[305]、ISBN 978-4-08-321441-7
- XFLAG™ スタジオ（原作） / 伊神貴世（脚本） / 芳野詩子（著） 『モンスターストライク THE MOVIE ソラノカナタ』 KADOKAWA〈角川つばさ文庫〉、2018年10月15日発売[306]、ISBN 978-4-04-631847-3

#### ライトノベル
- XFLAG™ スタジオ（原作） / 鍋島焼太郎（著） / 東西・森小太郎・猫沖輝海・あっべ（絵） 『モンスターストライク ザ・ワールド』 宝島社、2017年10月10日発売[307]、ISBN 978-4-8002-7685-8
- XFLAG™ スタジオ（原作） / 鍋島焼太郎（著） / 東西・あっべ（絵） 『モンスターストライク ザ・ワールド2』 宝島社、2018年9月21日発売[308]、ISBN 978-4-8002-8279-8
- XFLAG™ スタジオ（原作） / 伊神貴世（脚本） / 橘もも（著） 『モンスターストライク THE MOVIE ソラノカナタ』 KADOKAWA〈電撃文庫〉、2018年10月10日発売[309]、ISBN 978-4-04-912103-2

### 実用書
- 渋谷申博（監修） 『モンスターストライクで覚える日本の神々』 日本文芸社、2016年12月14日発行、ISBN 978-4-537-21441-3
- 矢部健太郎（監修） 『モンスターストライクで覚える日本の武将』 日本文芸社、2017年4月3日発行、ISBN 978-4-537-21469-7
- 森瀬繚（監修） 『モンスターストライクで覚える天使と悪魔』 日本文芸社、2017年7月27日発行、ISBN 978-4-537-21496-3
- 鈴木悠介（監修） 『モンスターストライクで覚える伝説の英雄』 日本文芸社、2017年11月25日発行、ISBN 978-4-537-21533-5
- 鈴木悠介（監修） 『モンスターストライクで覚える世界の神々』 日本文芸社、2018年3月17日発行、ISBN 978-4-537-21565-6
- 森瀬繚（監修） 『モンスターストライクで覚える聖なる物語』 日本文芸社、2018年10月26日発行、ISBN 978-4-537-21630-1
- XFLAG™ スタジオ・板野博行（監修） 『モンスターストライク“超絶”漢字ドリル』 日本文芸社、2018年7月31日発行、ISBN 978-4-537-21596-0
- XFLAG™ スタジオ（監修） / 鈴木健司（英語監修） 『モンスターストライクで攻略する中学英単語1300』 集英社、2018年10月19日発売[310]、ISBN 978-4-08-780856-8

### 画集
- 『MONSTER STRIKE ILLUSTRATION WORKS』 KADOKAWA、2016年7月28日発売[311]、ISBN 978-4-04-733170-9
- XFLAG(TM) スタジオ（監修）『MONSTER STRIKE ART WORKS』宝島社、既刊2冊
  1. 2018年10月17日発売[312]、ISBN 978-4-8002-8520-1
  2. 「極」2019年12月7日発売[313]、ISBN 978-4-8002-9632-0
- 『モンスターストライク キャラクター・ディクショナリー』 KADOKAWA、2019年3月4日発売[314]、ISBN 978-4-04-733379-6

### 攻略本
- 【1 - 5巻】株式会社ミクシィ→【6 - 15巻】XFLAG(TM)スタジオ（監修）『モンスターストライク最強攻略BOOK』宝島社、全15冊
  1. 2014年5月14日発売[315]、ISBN 978-4-8002-2641-9
  2. 2014年9月20日発売[316]、ISBN 978-4-8002-3140-6
  3. 2015年1月22日発売[317]、ISBN 978-4-8002-3613-5
  4. 2015年6月19日発売[318]、ISBN 978-4-8002-3911-2
  5. 2015年11月12日発売[319]、ISBN 978-4-8002-4902-9
  6. 2016年4月18日発売[320]、ISBN 978-4-8002-5326-2
  7. 2016年8月18日発売[321]、ISBN 978-4-8002-5863-2
  8. 2016年12月16日発売[322]、ISBN 978-4-8002-6312-4
  9. 2017年4月14日発売[323]、ISBN 978-4-8002-6757-3
  10. 「Ⅹ」2017年8月10日発売[324]、ISBN 978-4-8002-7396-3
  11. 2017年12月15日発売[325]、ISBN 978-4-8002-7662-9
  12. 2018年4月16日発売[326]、ISBN 978-4-8002-8287-3
  13. 2018年8月27日発売[327]、ISBN 978-4-8002-8745-8
  14. 2018年12月14日発売[328]、ISBN 978-4-8002-9034-2
  15. 2019年4月19日発売[329]、ISBN 978-4-8002-9429-6
- 株式会社ミクシィ（監修）『モンスターストライク攻略アイテムBOOK』宝島社、全3冊
  1. 2014年8月7日発売[330]、ISBN 978-4-8002-3062-1
  2. 2014年12月10日発売[331]、ISBN 978-4-8002-3504-6
  3. 2015年4月23日発売[332]、ISBN 978-4-8002-3984-6
- 『ニンテンドー3DS版 モンスターストライク 公式コンプリートガイド』 KADOKAWA、2016年1月28日発売[333]、ISBN 978-4-04-733112-9
- XFLAG(TM)スタジオ（監修）『今すぐはじめる! モンスターストライク』宝島社、2019年1月28日発売[334]、ISBN 978-4-8002-9040-3

### 図鑑
- XFLAG(TM)スタジオ（監修）『モンスターストライク爆絶大図鑑』宝島社、2016年10月21日発売[335]、ISBN 978-4-8002-6095-6

### その他
- XFLAG(TM)スタジオ（監修）『モンスターストライク 2nd Anniversary BOOK』宝島社、2015年10月14日発売[336]、ISBN 978-4-8002-4708-7
- 『モンスト超ブーストブック』KADOKAWA、2015年12月10日発売[337]、電撃マオウ2016年1月号増刊
- XFLAG(TM)スタジオ（監修）『モンスターストライク 超絶!! 塗り絵』宝島社、2016年9月7日発売[338]、ISBN 978-4-8002-5964-6
- 『モンスターストライク×XLARGE マルチケース BOOK』宝島社、2016年11月28日発売[339]、ISBN 978-4-8002-6047-5
- 『モンスターストライク×Roen ロングウォレット BOOK』宝島社、2017年2月10日発売[340]、ISBN 978-4-8002-6645-3
- 『モンスターストライク×TRANS CONTINENTS 限定サコッシュ BOOK』宝島社、2018年10月15日発売[341]、ISBN 978-4-8002-8935-3

## WEB番組
いずれもYouTube公式チャンネルで配信されているが、限定企画も配信されるため以下の2番組を紹介する。
モンストニュース
新イベントやコラボ、アップデート情報、獣神化キャラクター、キャンペーン、グッズ紹介などといったモンストの最新情報をメインスタッフ（通称:中の人）が伝える。当初はマックスむらいと共に伝え、後にYouTube公式チャンネルで生放送されるようになり、基本的に毎週木曜日の16時にXFLAGの常設店舗『XFLAG STORE SHIBUYA』のステージで公開生放送というスタイルで行っていたが、コロナ禍により現在はプレミア公開として社内のスタジオで事前収録したものを配信している。その後XFLAG STORE SHIBUYAは大阪のXFLAG STORE SHINSAIBASHIと共に2021年1月17日で閉店したため、今後も事前収録は継続される。XFLAG PARKやモンストの周年イベントのメインステージで行う特別版もあり、大型アップデートやコラボの情報も発表されるほか、ラストでの獣神化発表では会場内と連動した演出も見られる。
新キャラ使ってみた！
新イベントやコラボのキャラクター、獣神祭などの限定ガチャの新規キャラクターや獣神化もしくは獣神化・改のキャラクターの性能を中の人がクエストで実際に使用しつつ紹介する動画。